# 新港奉天宮
新港奉天宮，為臺灣一座媽祖廟，位於嘉義縣新港鄉大興村新民路53號，座落於新民路與中山路口，坐北朝南略為偏西，為嘉義縣縣定古蹟，主要奉祀天上聖母。

## 沿革

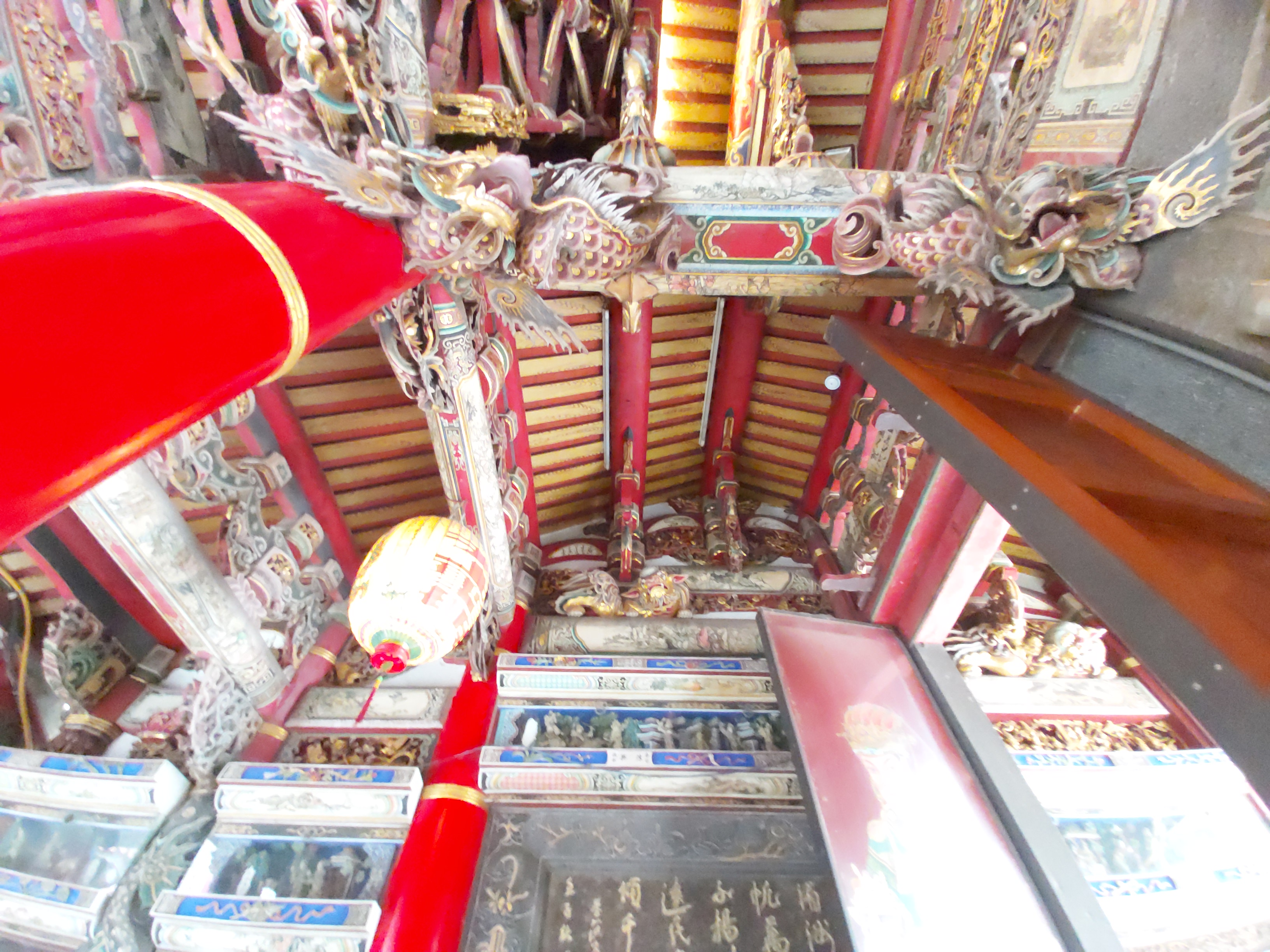
三川殿雕樑

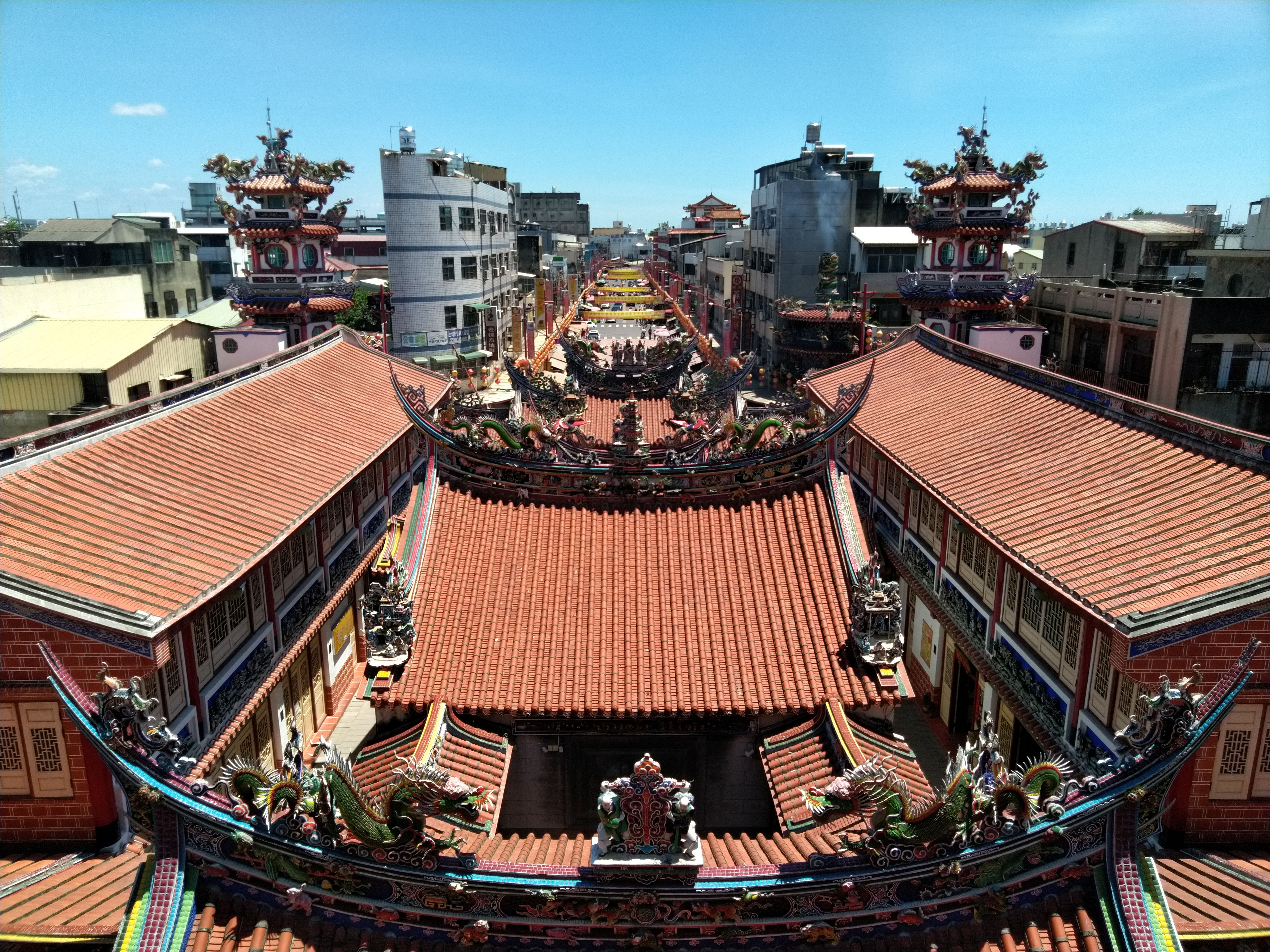
建築群後視圖

現今新港廟方單方面宣稱1622年（天啟二年），船戶劉定國為祈求新船平安橫渡台灣海峽，至湄洲媽祖祖廟請求媽祖神像，供奉於船上，船隻行至笨港（今雲林縣北港鎮及嘉義縣新港鄉南港村一帶），神示永駐此地。海商顏思齊率民來台墾拓笨港，十寨居民輪流奉祀聖像。先民稱之「湄洲伍媽」、「船仔媽」，又因為笨港為台灣島最早開墾的地區，故又稱「開臺媽祖」。1700年（康熙三十九年），笨港居民集資合建天妃廟，後因天妃晉封而改稱為天后宮，乾隆年間，數次修建。1799年（嘉慶四年），颶風襲台，笨港溪氾濫沖毀笨港街天后宮，居民將神像文物遷至東邊的蔴園寮（今嘉義縣新港鄉）肇慶堂土地公廟。水師提督王得祿捐資倡建新廟，新廟於1811年（嘉慶16年）落成，定名「奉天宮」。
但劉定國真實存在與否，尚無史料佐證；且福建仙遊縣找到康熙年間確有「樹璧和尚」（北港朝天宮開山和尚）墳位，另有光緒三年記錄樹璧來台「傳教」經過的史籍，新港奉天宮聲稱劉定國渡海來台之說法仍有待史料驗證。
日治時期，新港一帶發生了兩次規模較大的地震。第一次是1904年（明治37年）芮氏地震規模6.1的斗六大地震；第二次是1906年（明治39年）芮氏規模7.1的梅山大地震。在兩次大地震後，奉天宮結構受到嚴重毀損，僅存神房與觀音殿。新港仕紳前清秀才林維朝振臂帶領當地富商捐獻並獲總督府同意向全台信眾募款重建。1907年（明治40年）由第一屆管理人林溪和主事開始重修廟宇，1917年（大正6年）完成修建，共歷時十年。
1985年，中華民國內政部公告核列為第三級古蹟。1999年，奉天宮又因集集大地震受創，至2007年完成古蹟修復工程。

## 奉祀神祇

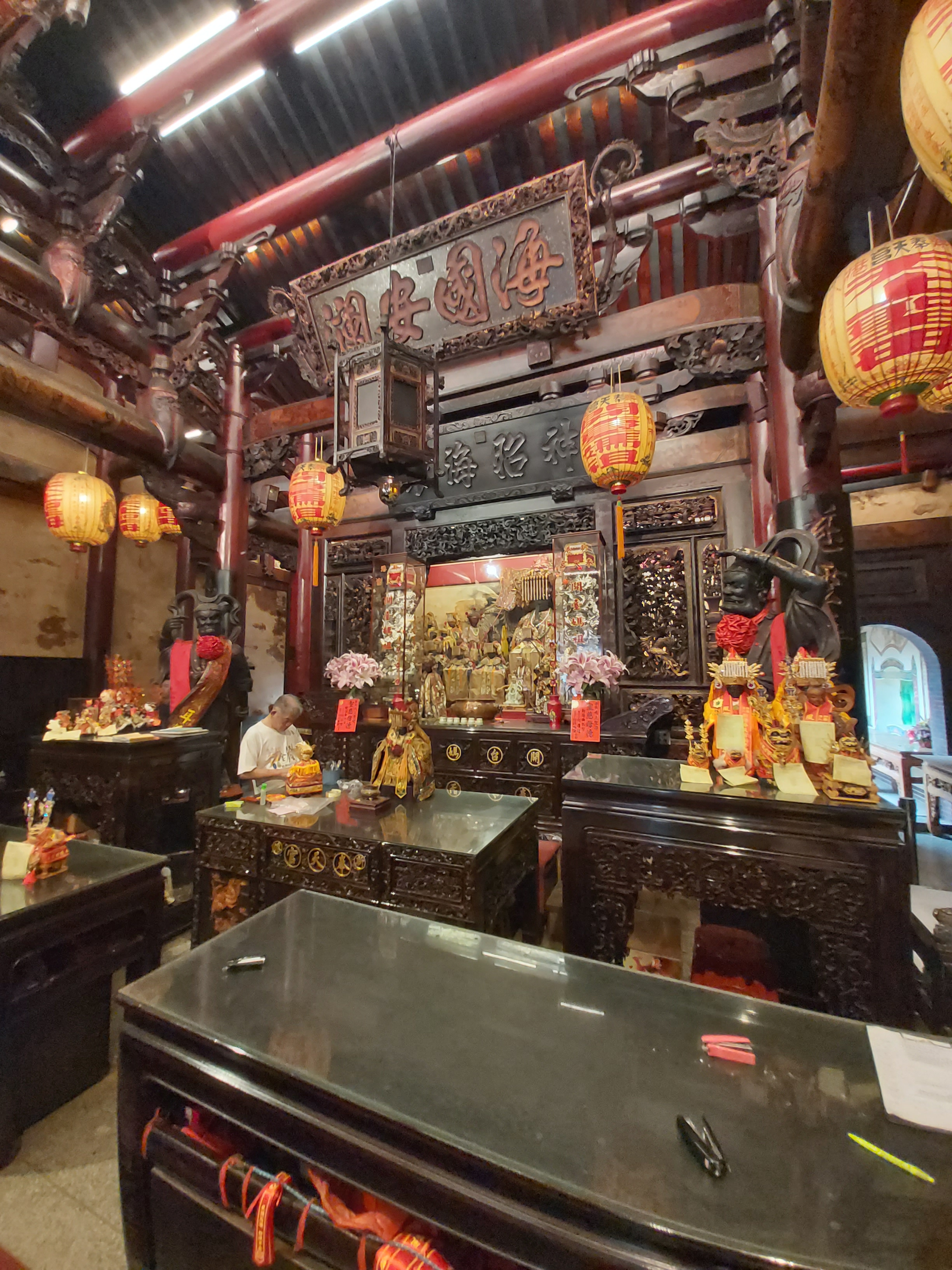
正殿

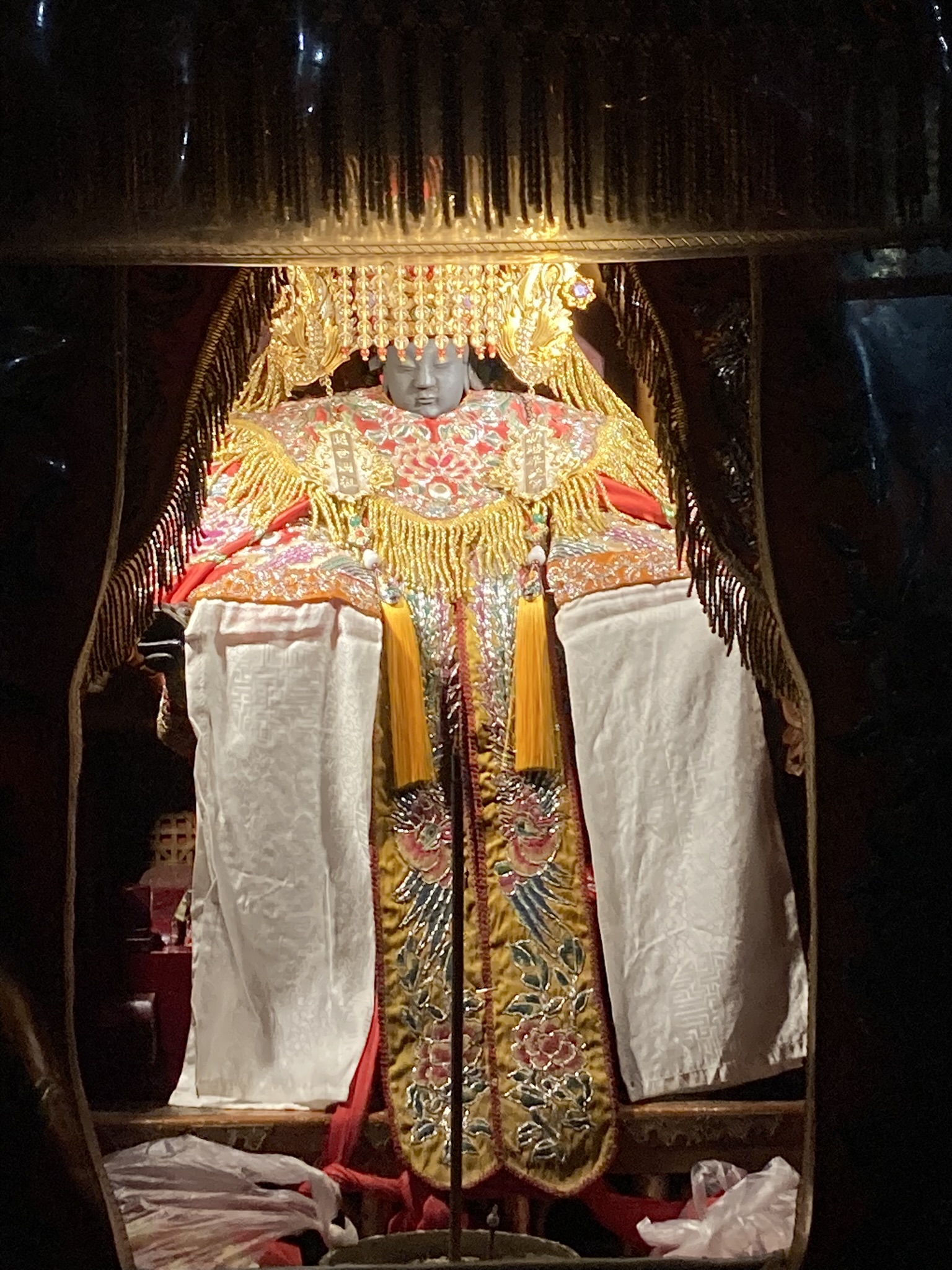
乘坐鑾轎前往大甲鎮瀾宮鑑醮的開臺媽祖

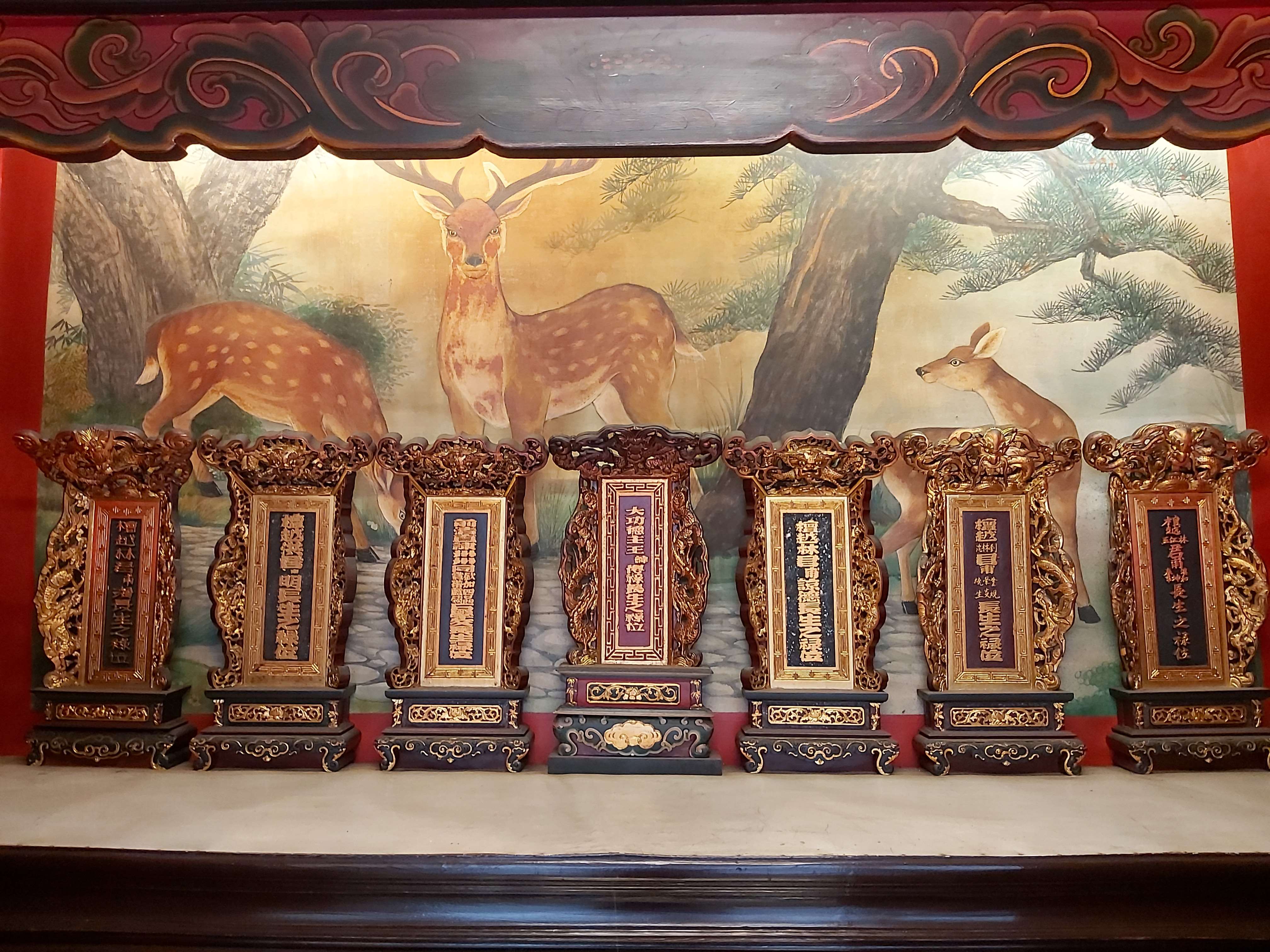
先賢長生祿位

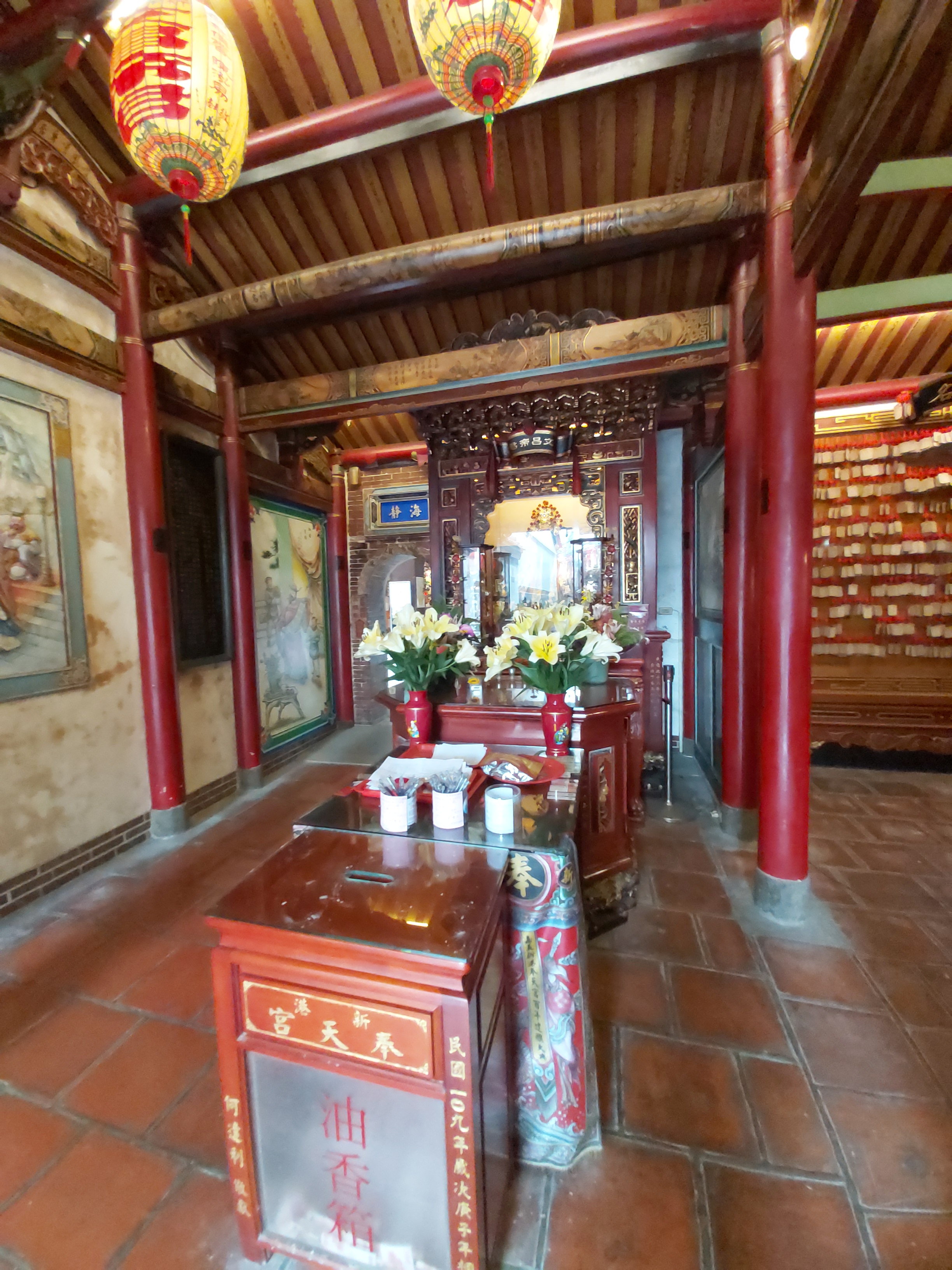
文昌殿
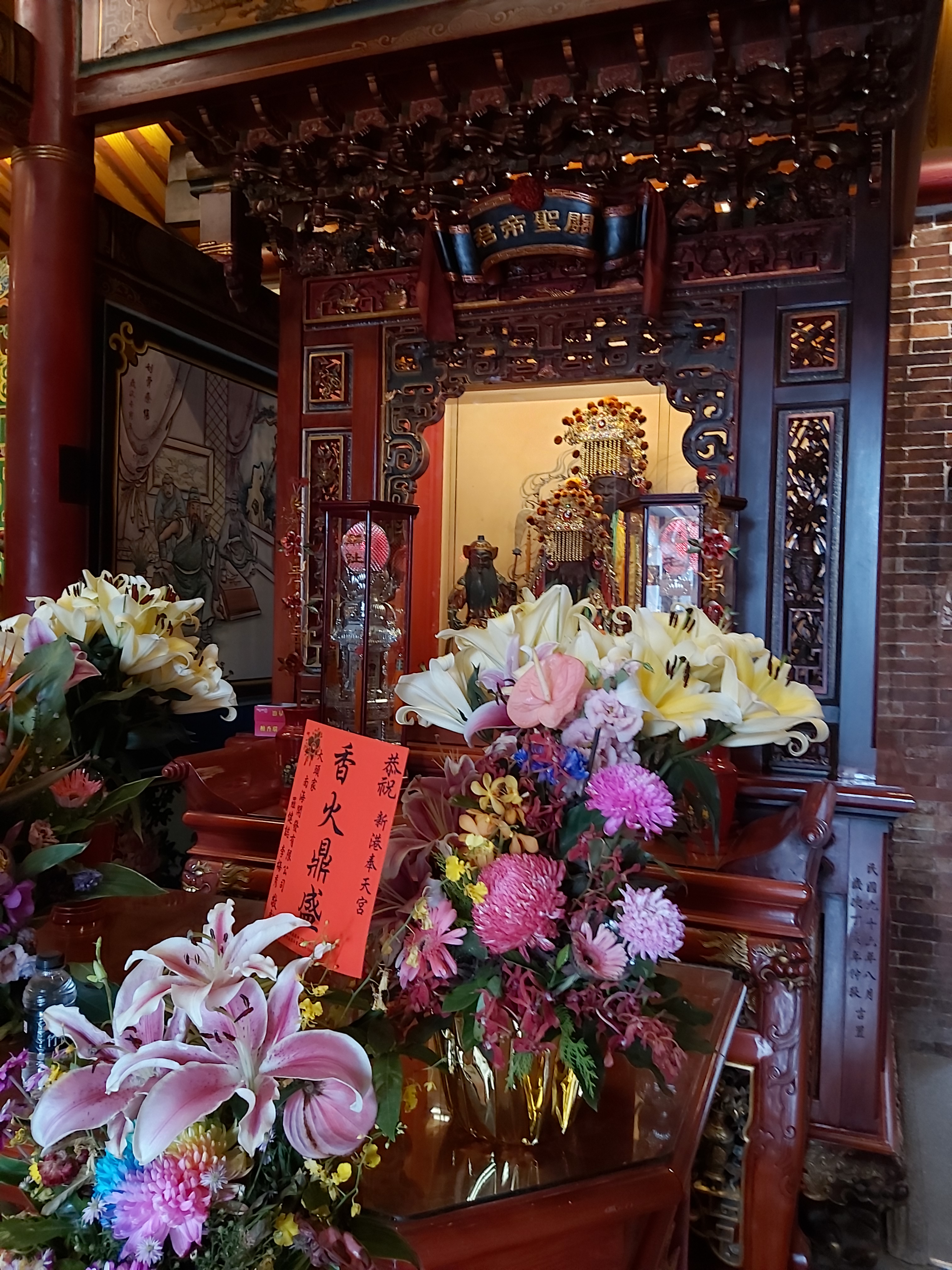
關帝殿
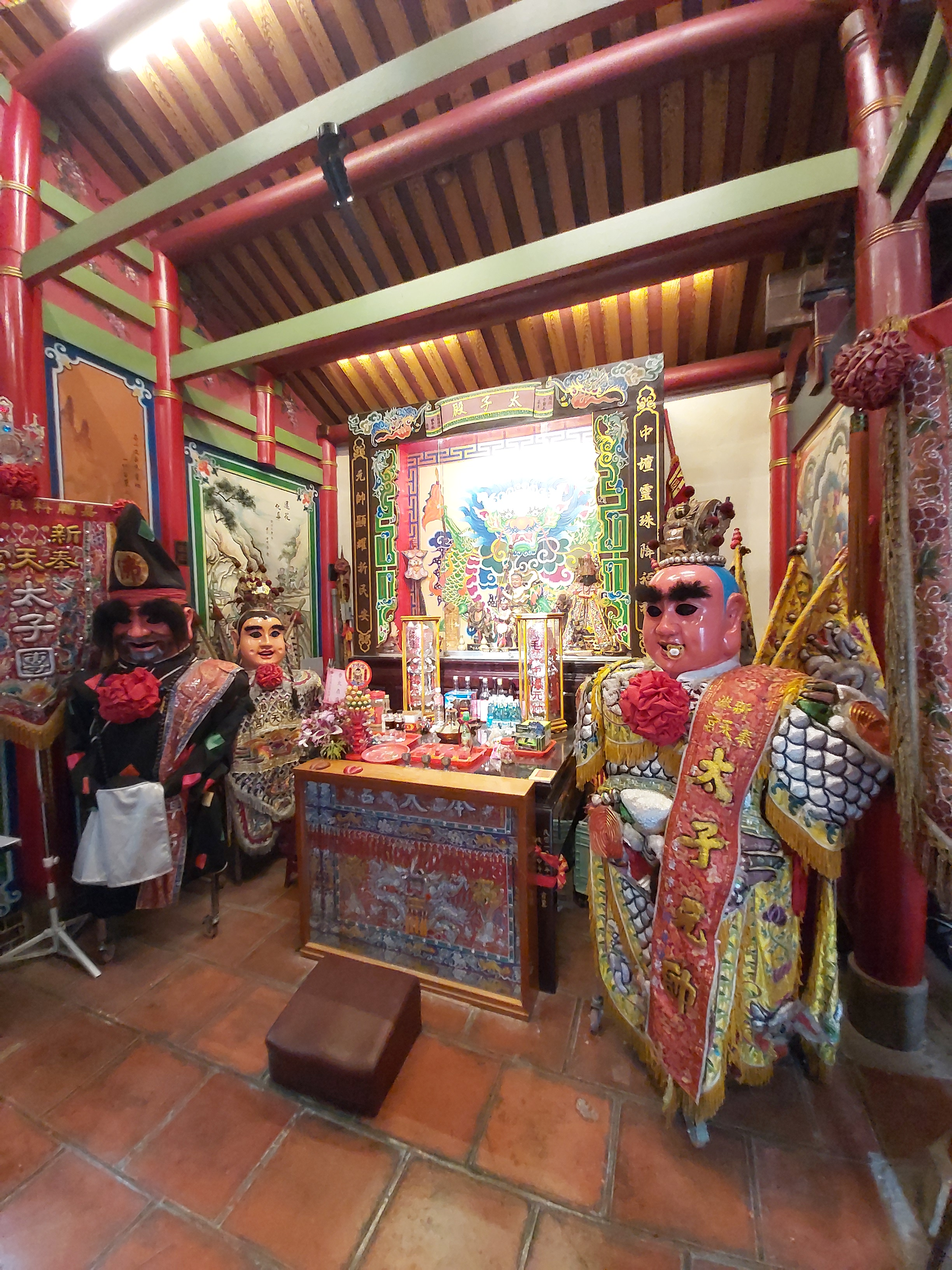
太子殿
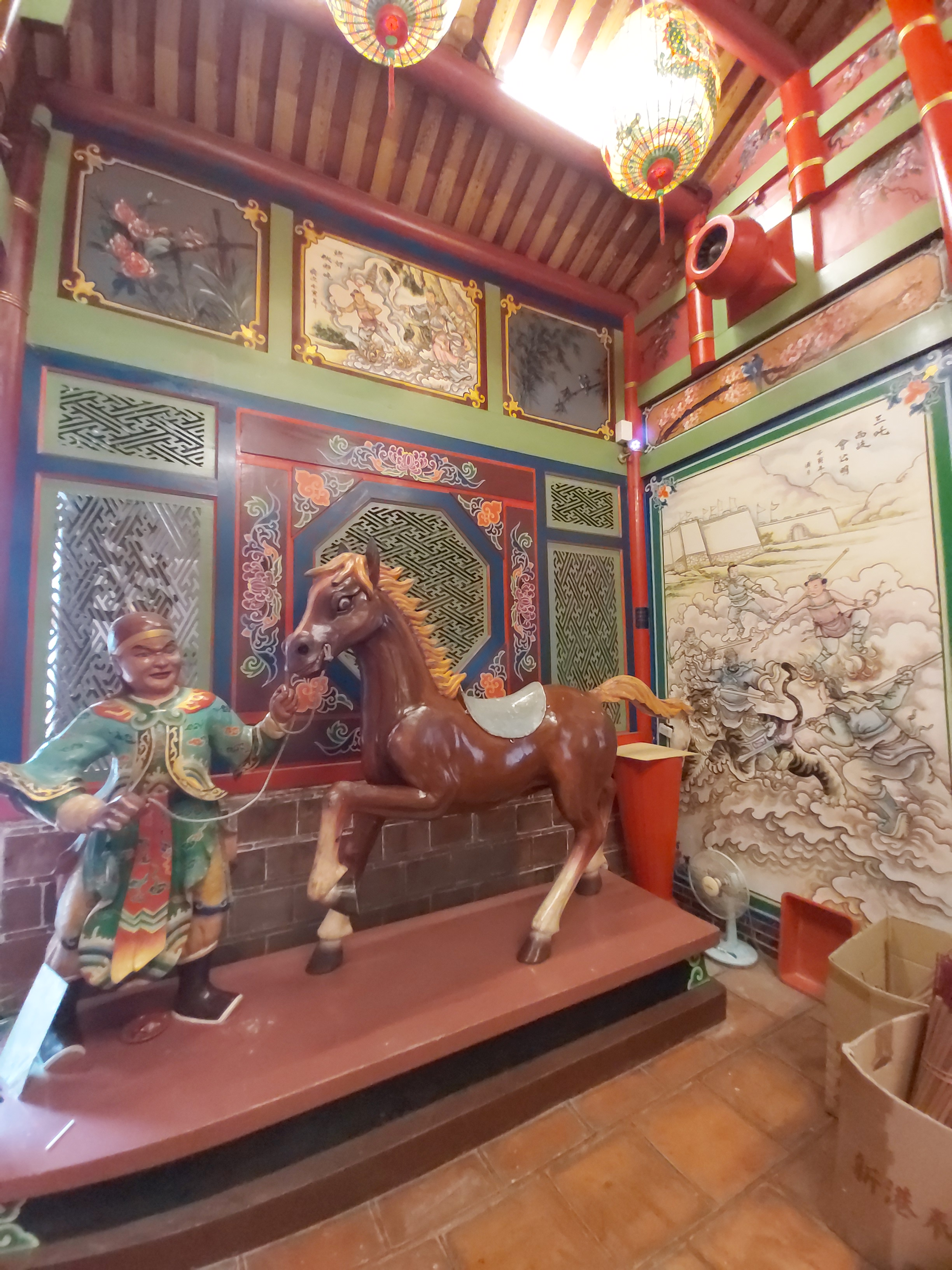
馬使爺
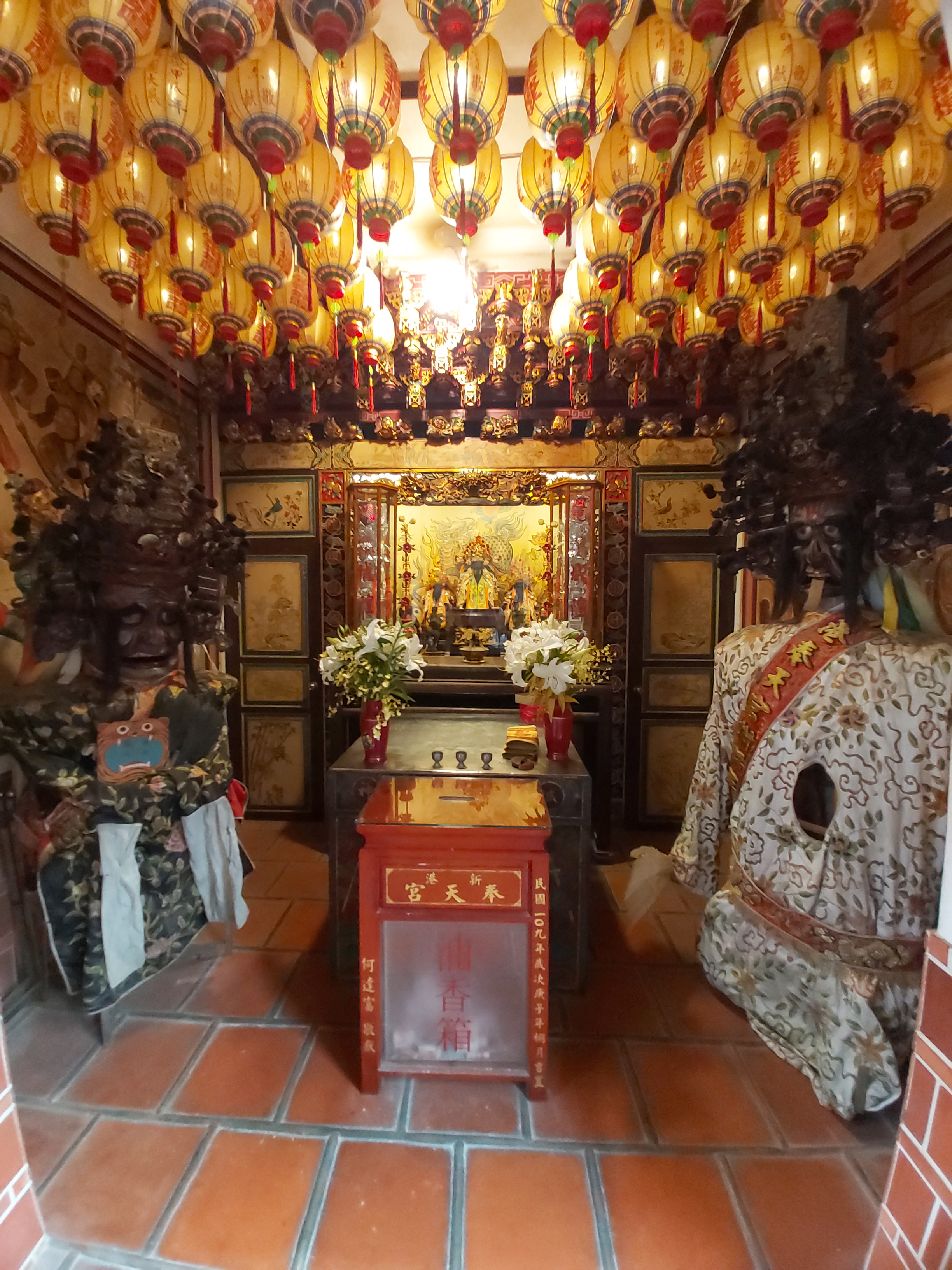
城隍殿

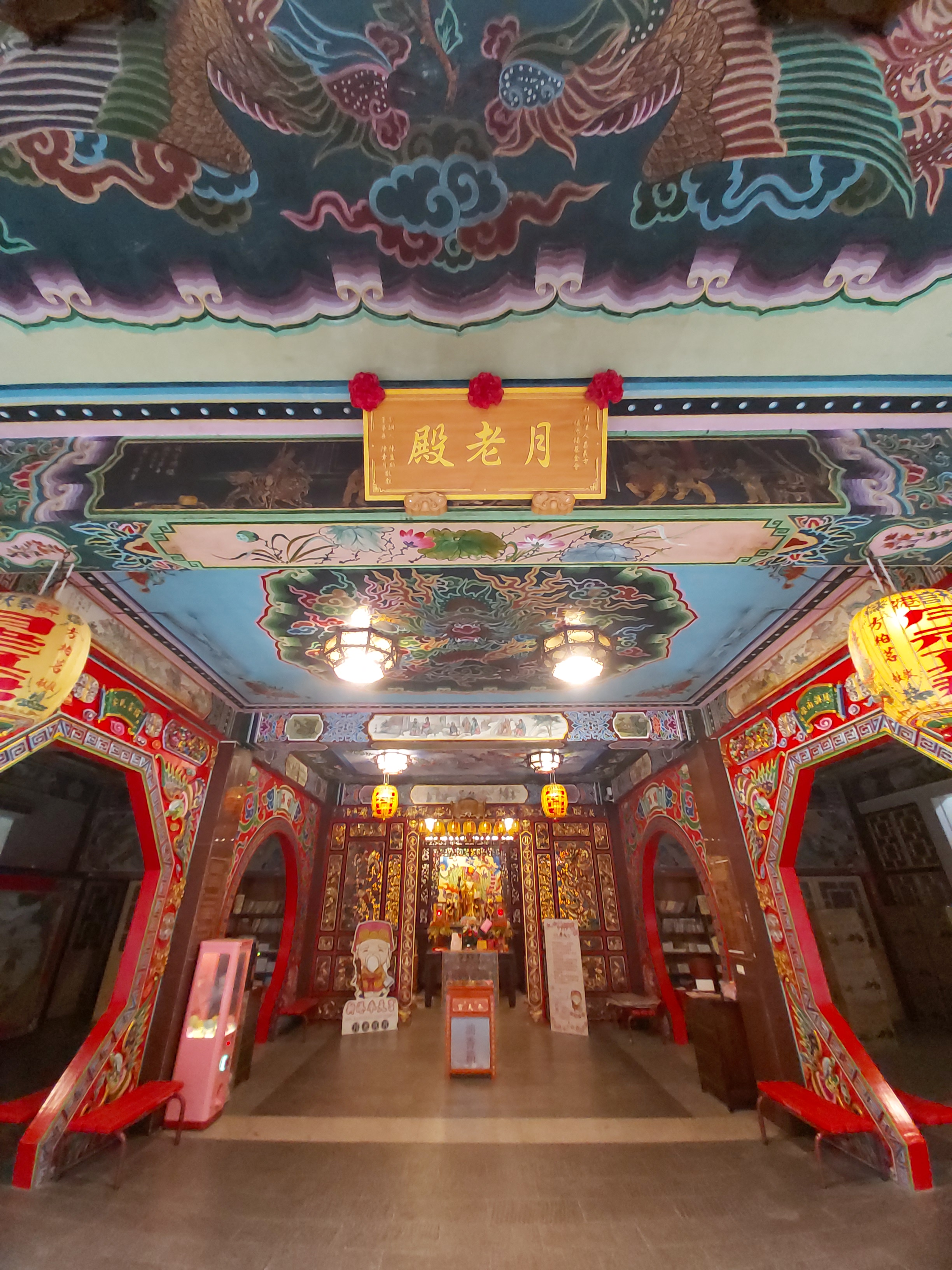
月老殿
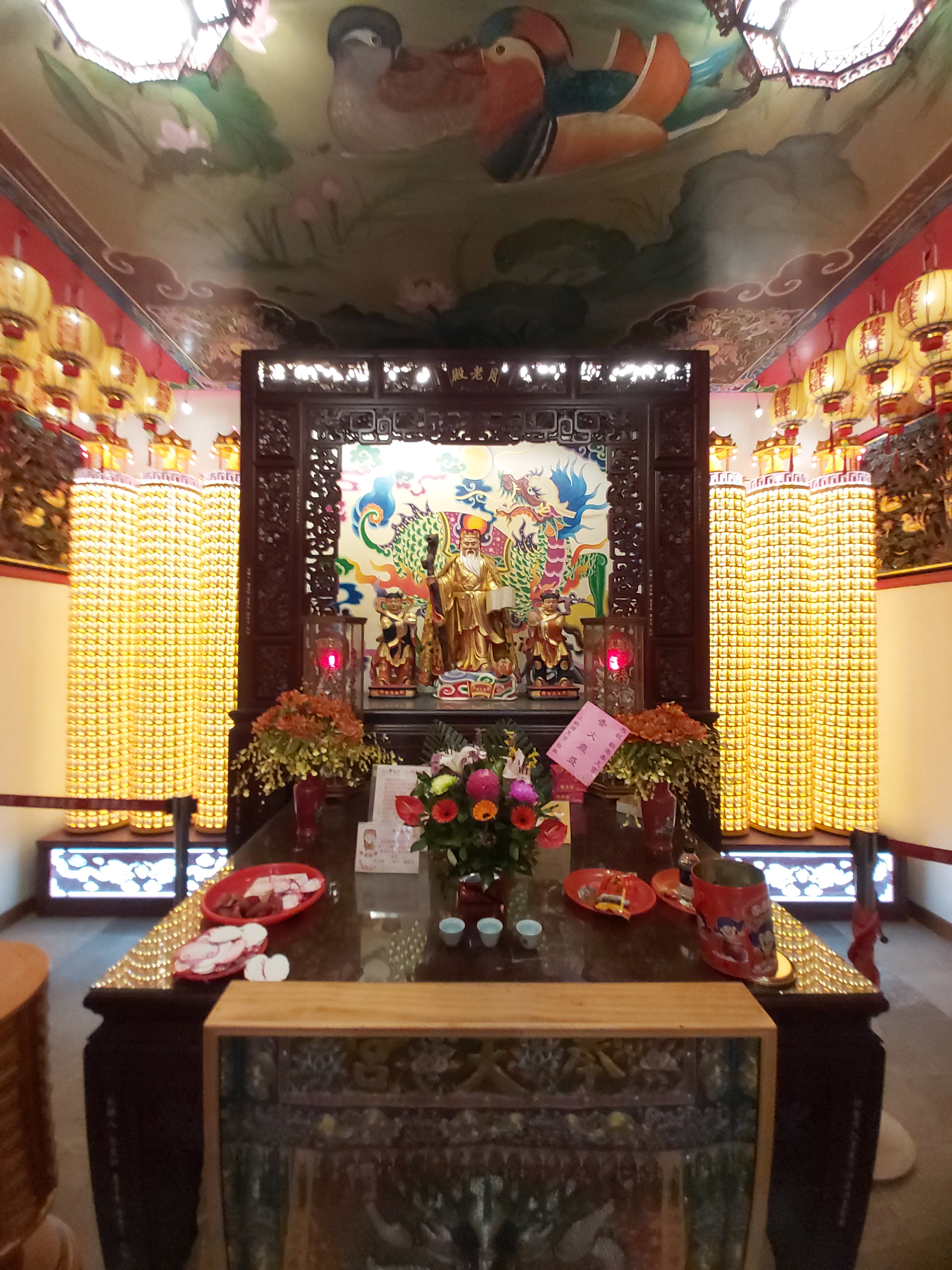
月老殿室內
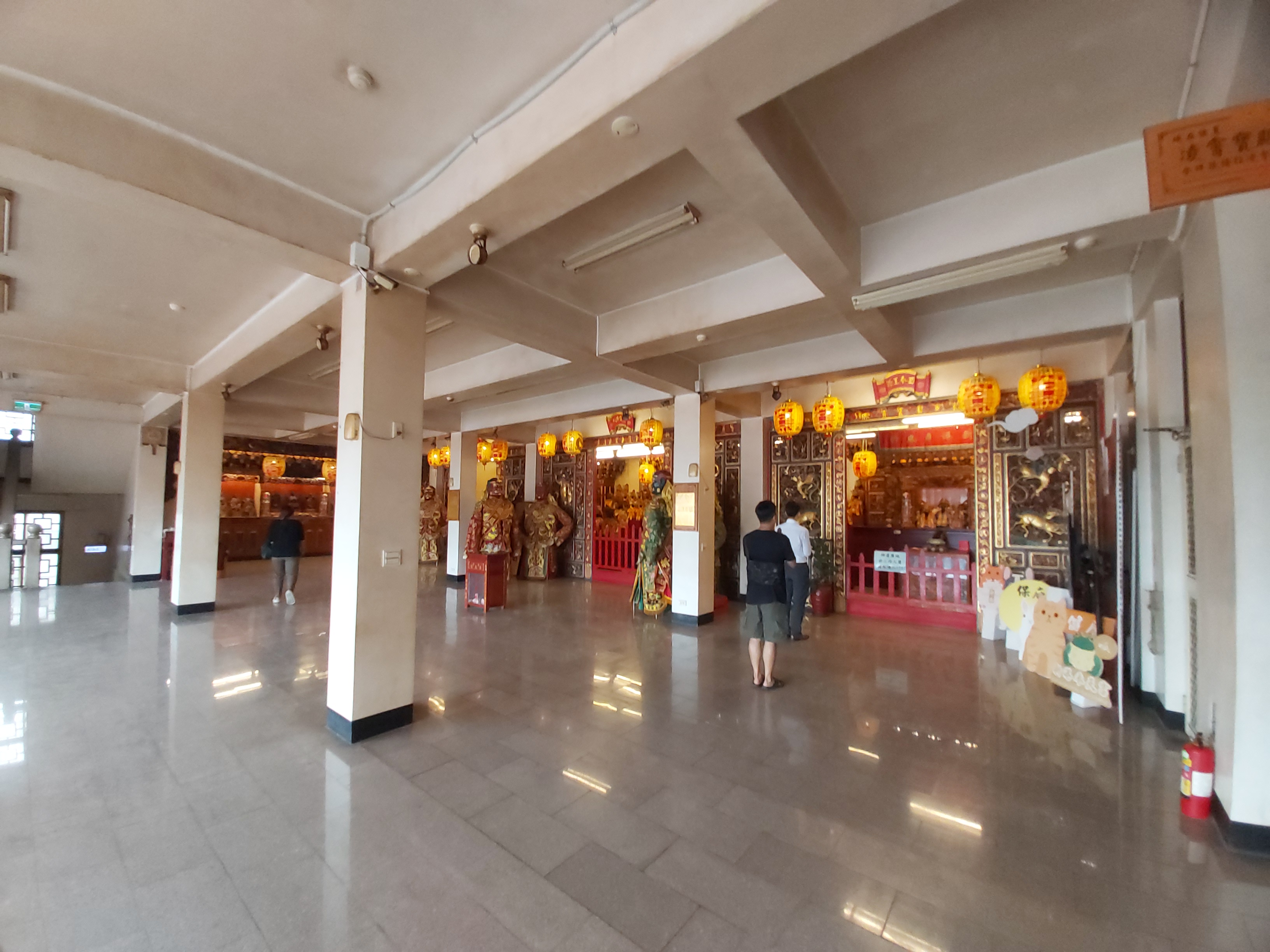
凌霄寶殿三樓佛殿外觀
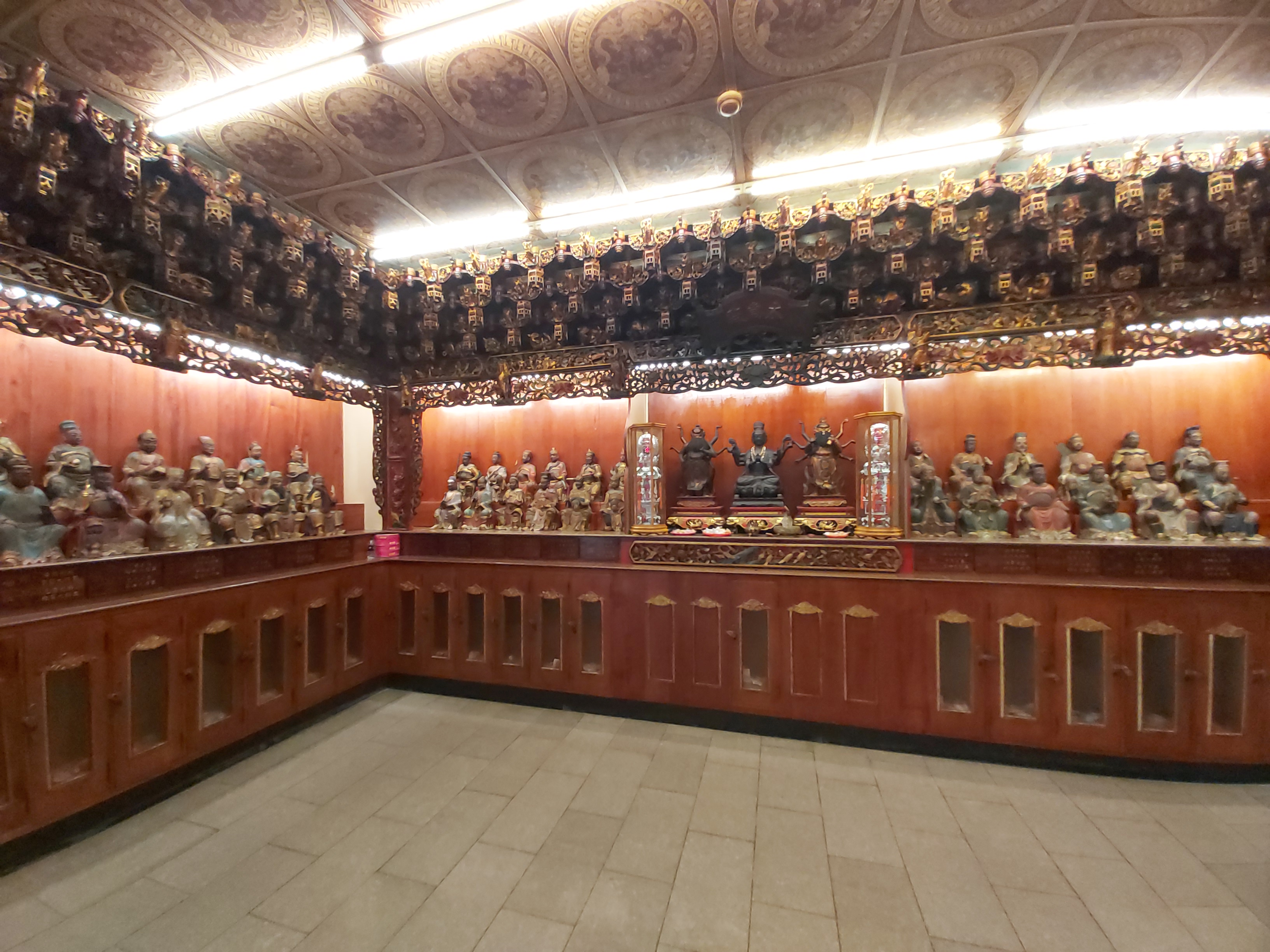
元辰殿
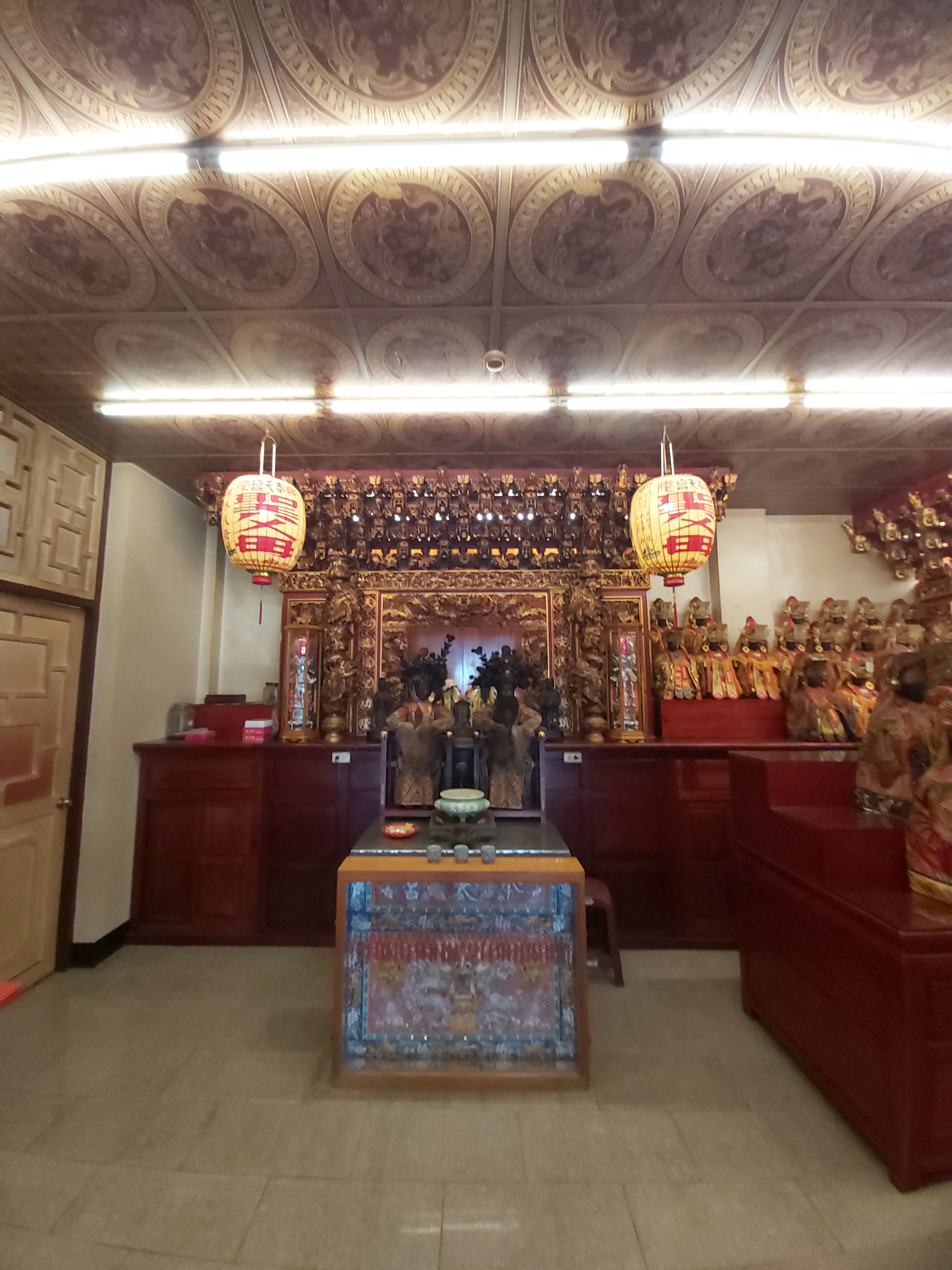
聖父母殿
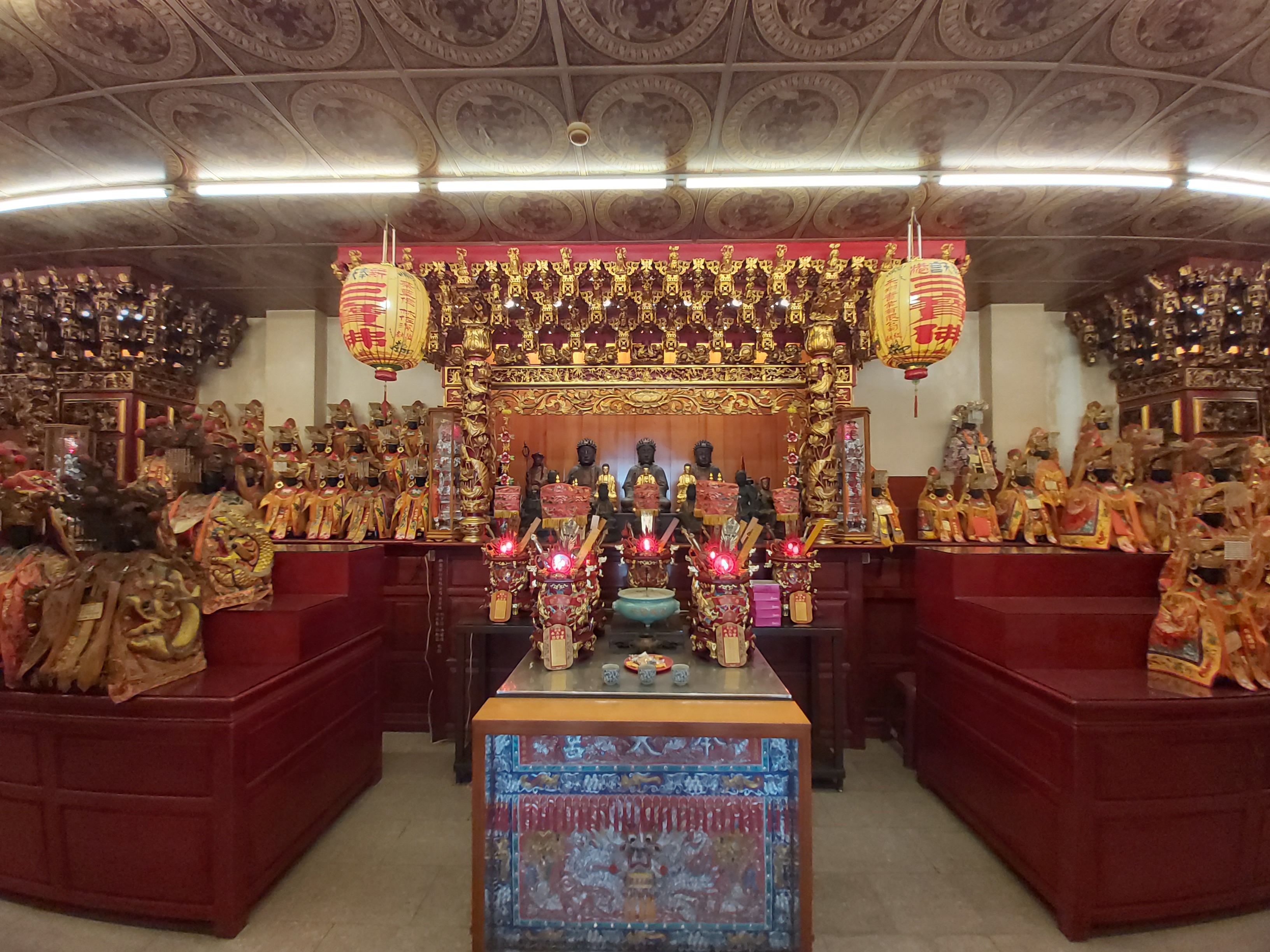
三寶佛殿
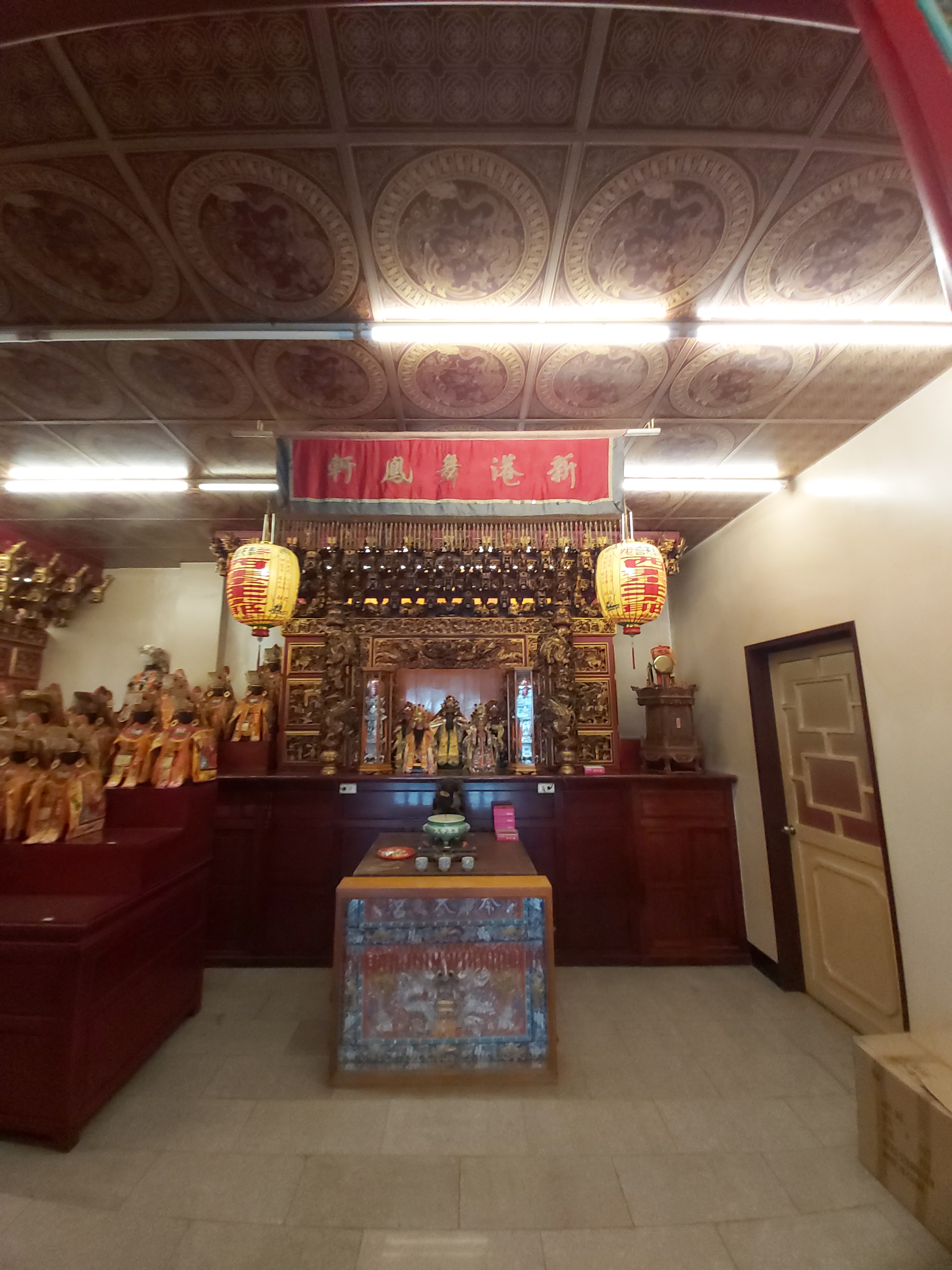
舞鳳軒西秦王爺
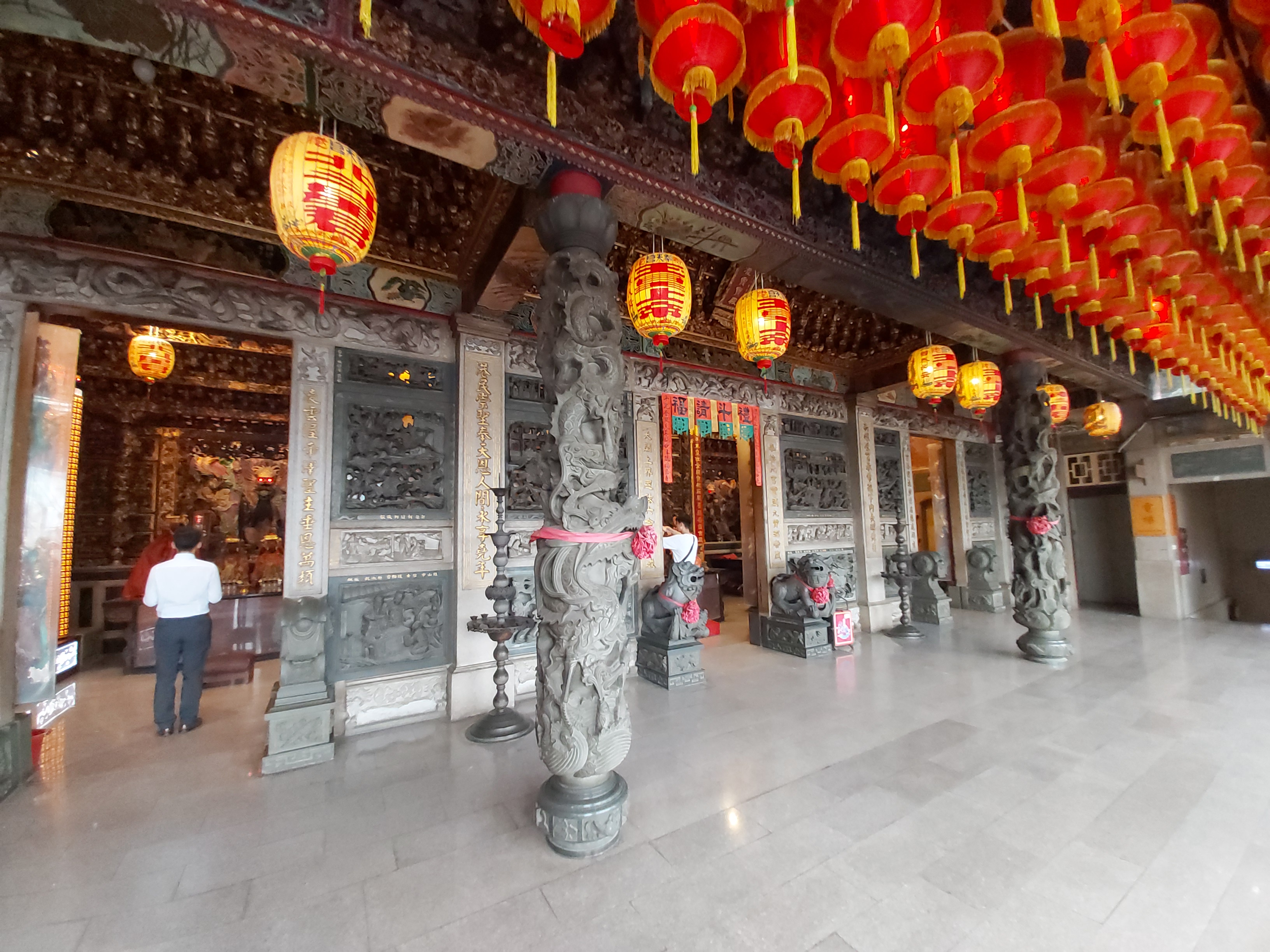
凌霄寶殿頂層玉皇殿外觀
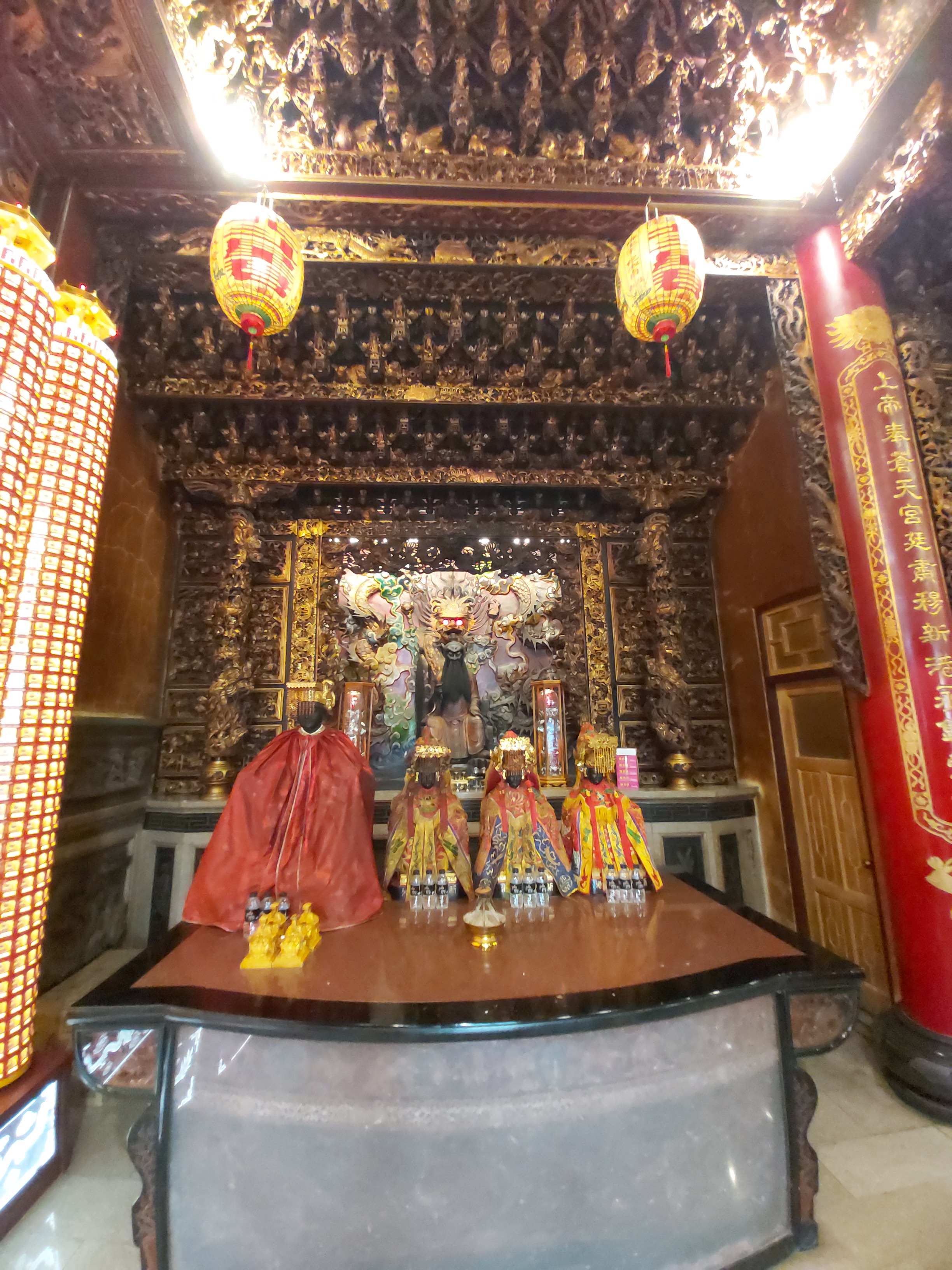
北斗星君
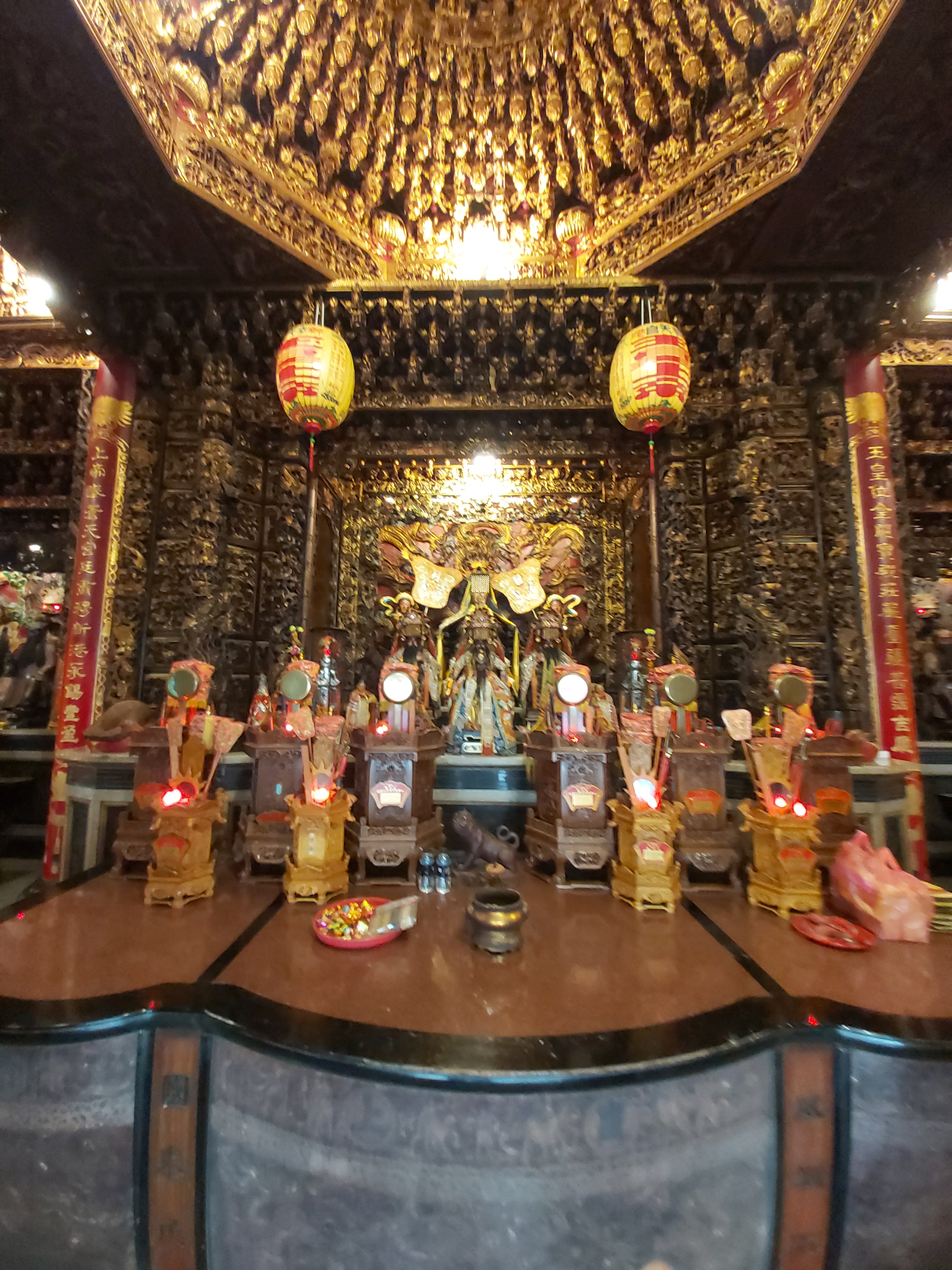
玉皇殿
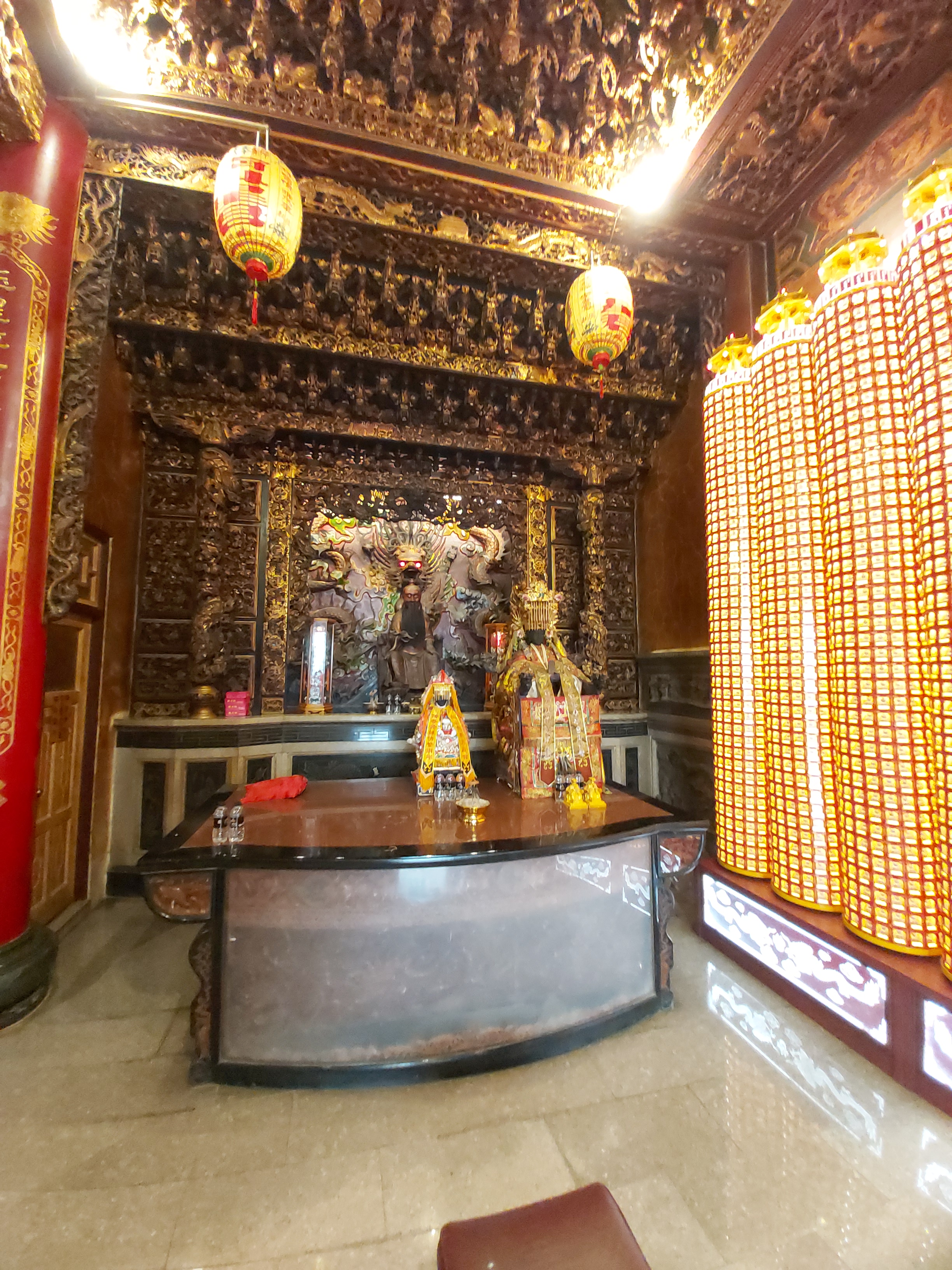
南斗星君

- 正殿：

天上聖母
- 後殿：

觀世音菩薩，配祀福德正神、註生娘娘、十八羅漢及月老

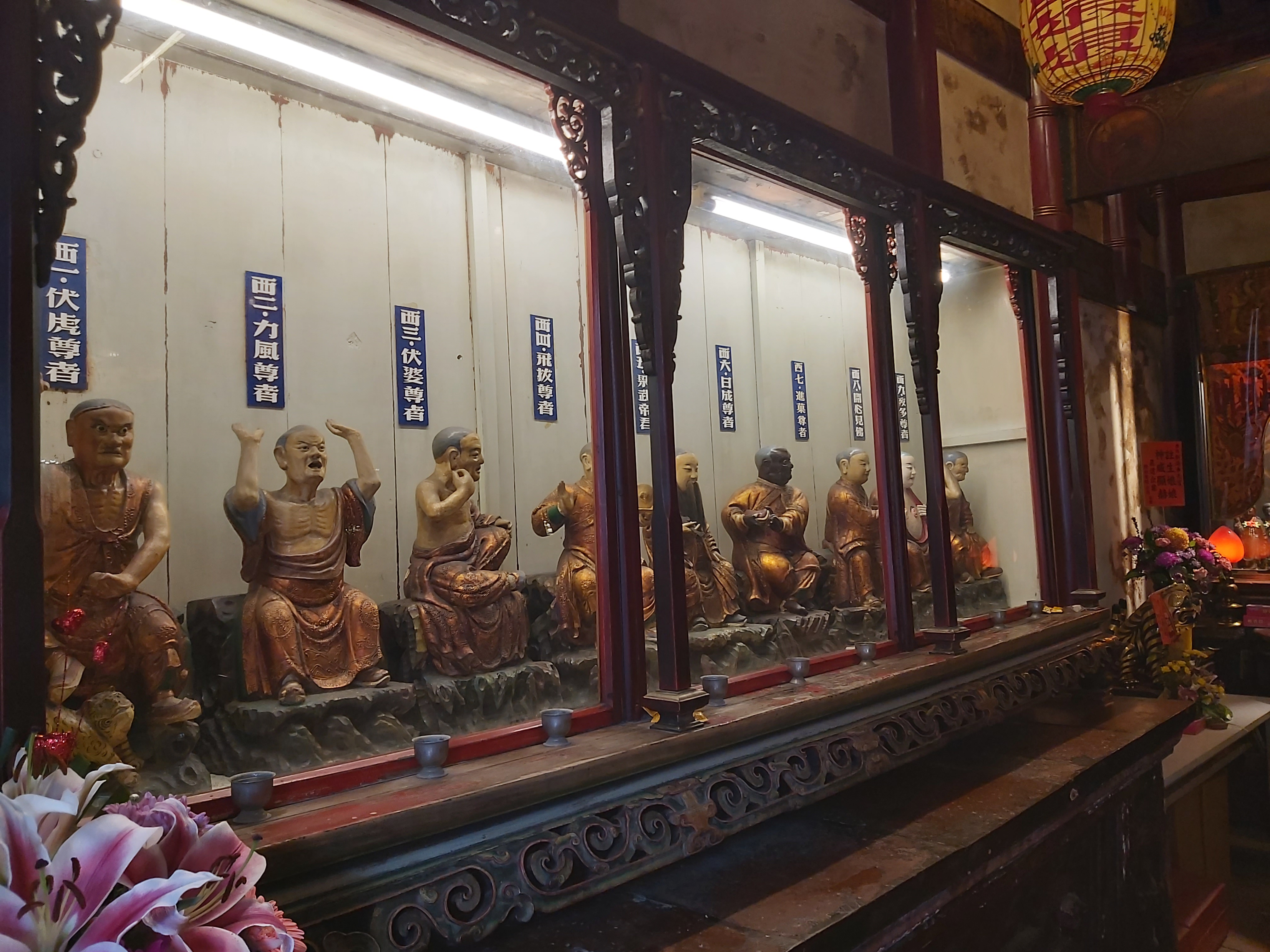
十八羅漢
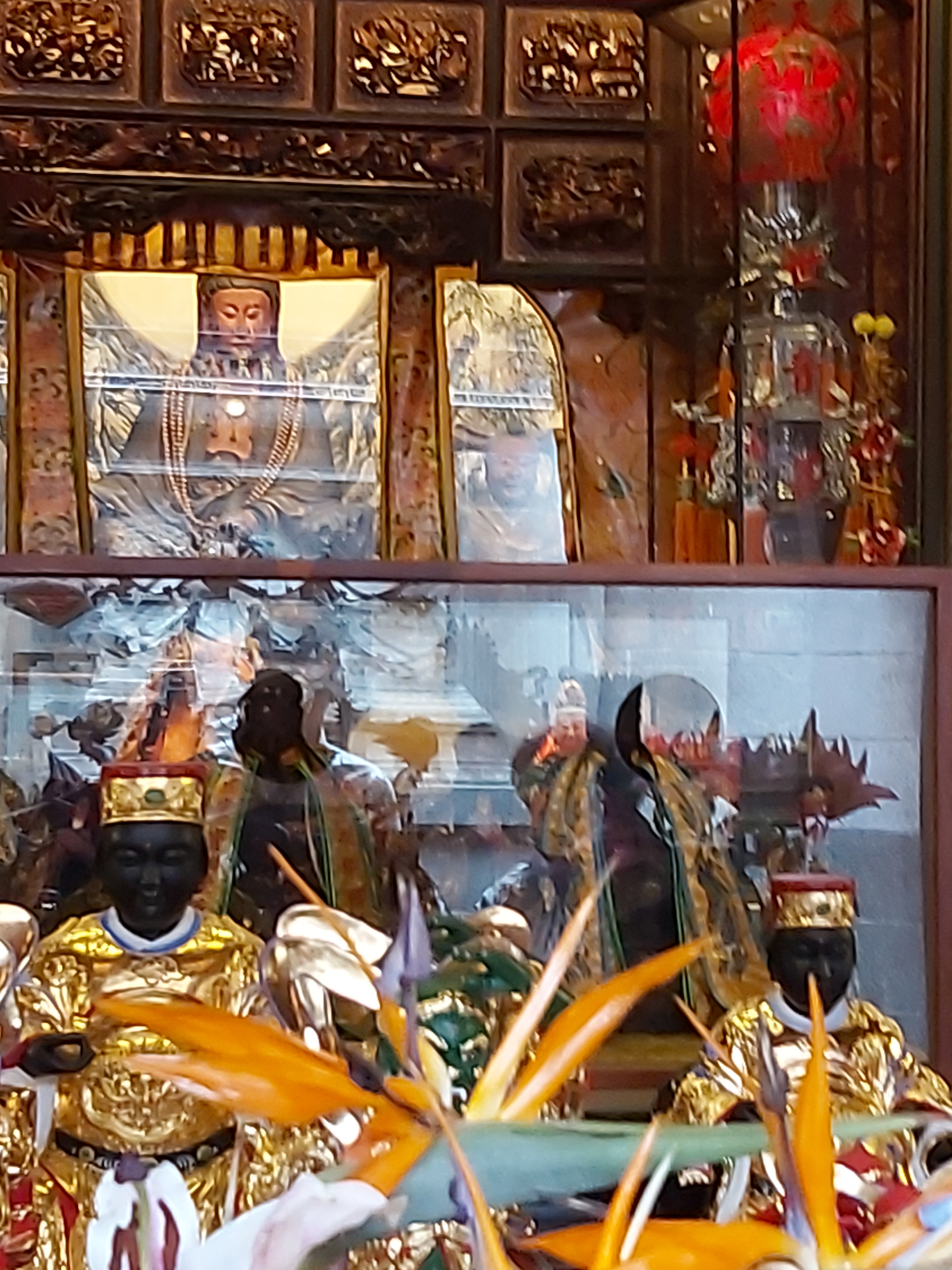
觀音佛祖
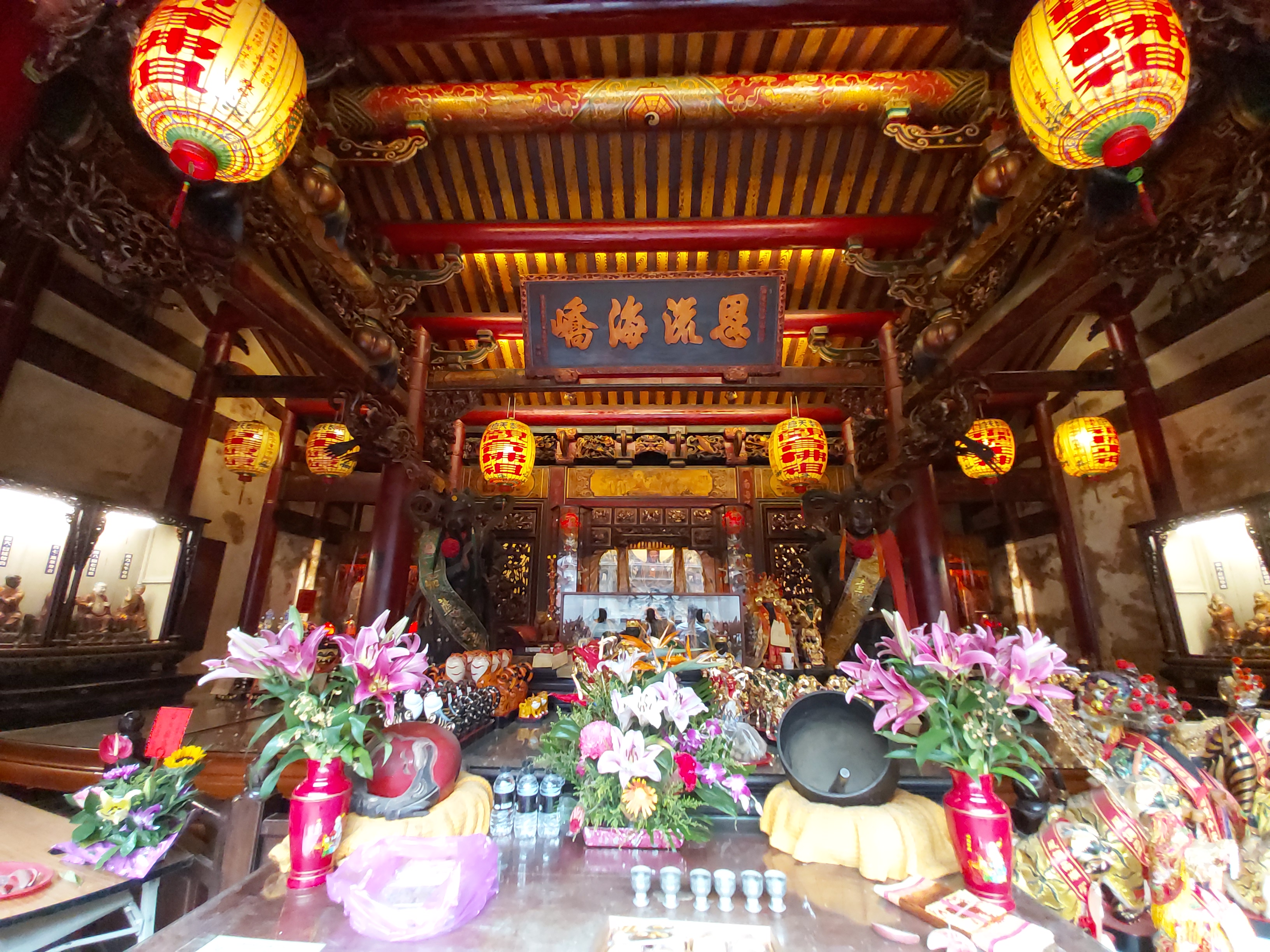
後殿
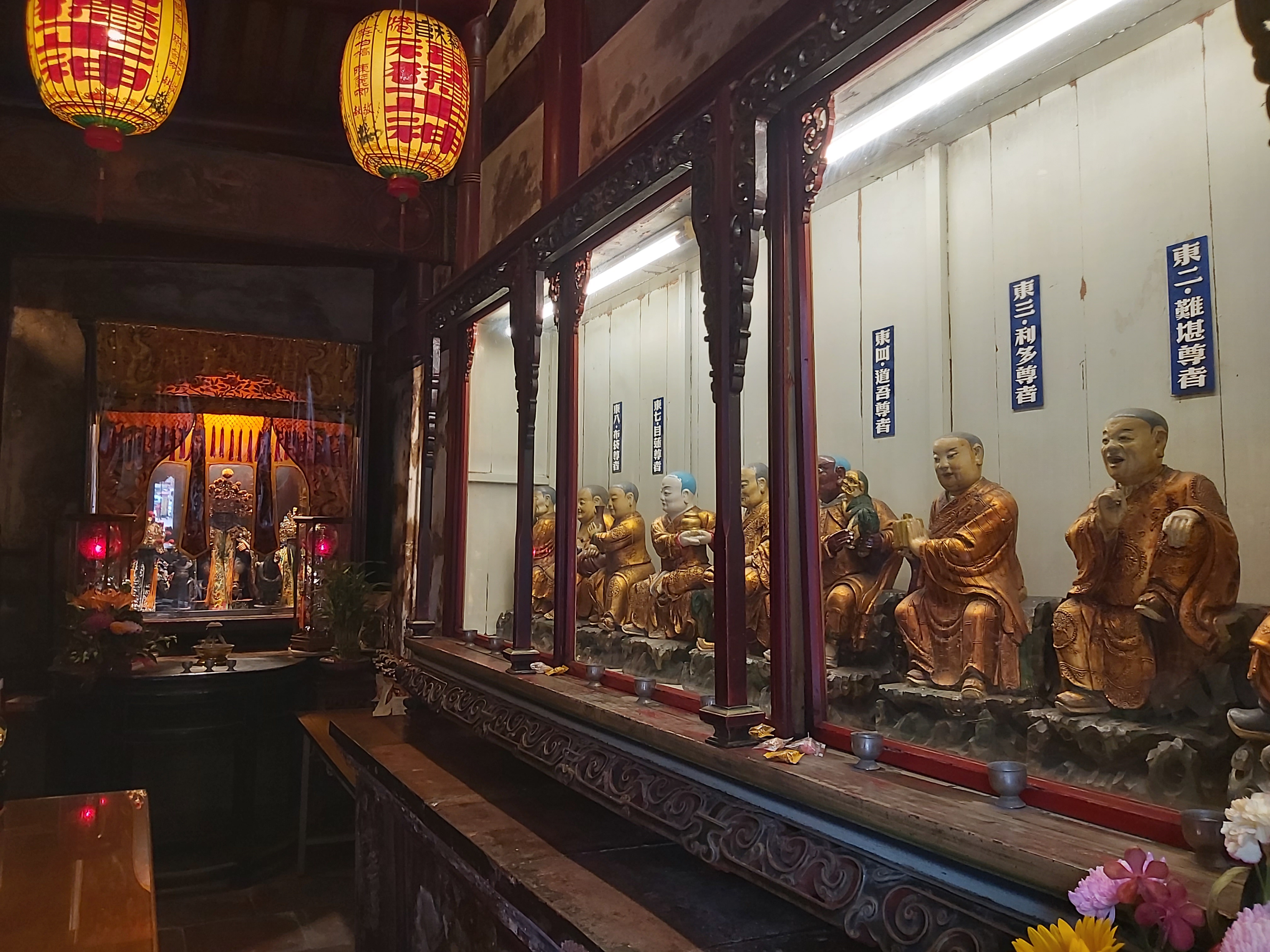
福德正神與十八羅漢

- 左配殿：

奉祀文昌帝君。
- 右配殿：

奉祀關聖帝君。
- 東廂配祀：

笨港城隍爺殿。
- 文昌殿
- 關帝殿
- 太子殿
- 馬使爺
- 城隍殿

- 西廂配祀：

虎爺殿、長生祿位殿（檀越林溪和、檀越江坤、檀越王春草、檀越劉塗視、檀越林榮炎、檀越沈統生、檀越林諒德、大功德主王得祿、前清直隸州州同欽加四品銜賞戴藍翎石學文、檀越洪明、檀越林海）。
- 凌霄寶殿：

三樓奉三寶佛、配祀西秦王爺、聖父母（媽祖之父母）、六十太歲星君、頂樓奉玉皇大帝及三官大帝、南斗星君、北斗星君、田都元帥。
- 月老殿
- 月老殿室內
- 凌霄寶殿三樓佛殿外觀
- 元辰殿
- 聖父母殿
- 三寶佛殿
- 舞鳳軒西秦王爺
- 凌霄寶殿頂層玉皇殿外觀
- 北斗星君
- 玉皇殿
- 南斗星君

## 活動

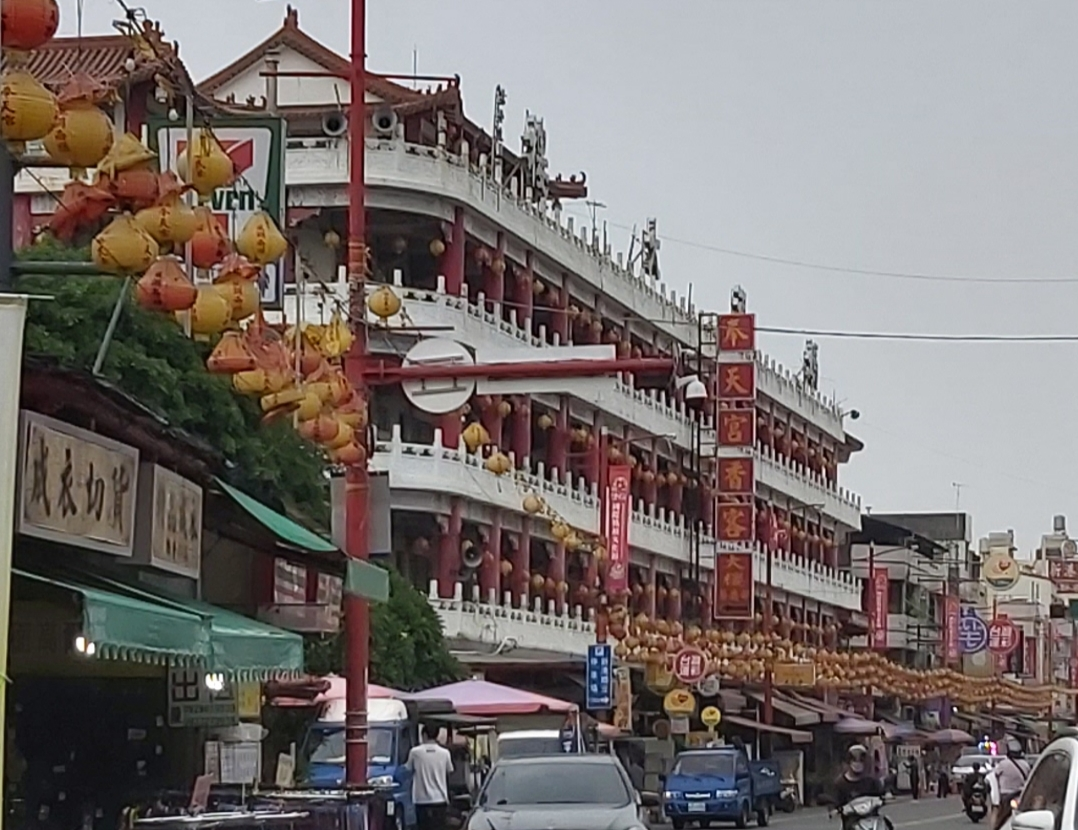
新港奉天宮香客大樓

### 大甲媽祖遶境進香活動
大甲媽祖遶境進香活動，為台灣臺中市廟宇大甲鎮瀾宮，於每年農曆三月間舉行、長達九天八夜的大甲媽出巡遶境，去程駐駕彰化南瑤宮及西螺福興宮，終點於新港奉天宮，返程駐駕西螺福興宮、北斗奠安宮、彰化天后宮、清水朝興宮。

### 七媽會
1917年，為慶祝台中車站落成並祈福，臺中樂成宮與臺中萬春宮主辦名為「五媽會」的共同祭祀活動，並邀請北港朝天宮、新港奉天宮、彰化南瑤宮、鹿港天后宮、梧棲朝元宮等五間媽祖廟參與，因兩間主辦及五間參與皆為媽祖廟，故也稱為「七媽會」。
2017年7月14日至16日間則由臺中市政府與鹿港天后宮外之六間廟共同發起舉辦「台中百年媽祖會」，六廟之媽祖依照百年前座次駐駕於台灣體大體操館前行宮，鹿港天后宮之位置則空下。期間並伴隨誦經祭祀、祈安遶境、文化嘉年華等活動，其中遶境係由行宮出發，行經萬春宮、台中火車站等地，約於中午抵達樂成宮，下午再由樂成宮出發返駕行宮；文化嘉年華則包含展覽、市集、戲劇及陣頭表演、媽祖電影放映等。

### 上元遶境活動
奉天宮的上元遶境活動新港廟方宣稱可追溯至古笨港天后宮時期，至少有230年以上的歷史，自清代以降從未中斷。較正式的記載是1797年後，為了感念古笨港南堡十八庄民重建奉天宮的恩情，開始進行上元出巡十八庄的活動。該廟會於每年農曆正月十五日（元宵節），當天依例舉行遶境活動，其出巡範圍為新港鄉市區四村。出巡時隊伍最前方的「鑾駕旗」為1922年新港街四保所捐贈，為新港奉天宮的重要文物之一。
1964年，當地人士召開吳地、三槺榔、十八庄信徒聯合會，希望能夠擴大新港媽祖的遶境範圍。如今遶境範圍包含嘉義縣新港鄉、民雄鄉、溪口鄉、六腳鄉，以及雲林縣北港鎮及元長鄉，共八天七夜。

### 其他例行活動
- 每年農曆正月初一子時，會舉行開廟門、搶頭香活動。

- 於2009年第一次擴大舉辦8天7夜「歡喜‧會香‧迓媽祖」，遶境範圍為嘉義縣新港鄉、民雄鄉、溪口鄉、六腳鄉與雲林縣元長鄉、北港鎮，並與北港朝天宮於正月初十展開60年來首度會香的破冰之旅。

- 於2010年擴大舉辦9天8夜「山海遊香迎媽祖」，遶境範圍為嘉義縣新港鄉、民雄鄉、竹崎鄉、水上鄉、鹿草鄉、太保市、朴子市、東石鄉、布袋鎮、義竹鄉、六腳鄉與嘉義市和臺南市鹽水區；並於正月初七、初八300來頭一次蒞臨嘉義市為台灣燈會加持祈福並於正月初八早上集結128尊千里眼、順風耳神將創下金氏世界紀錄。

- 於2010年國曆12月18、19日迎奉四街祖媽遶境中埔鄉、大埔鄉，並與大埔北極殿玄天上帝一同遶境曾文水庫。

- 於2011年擴大舉辦9天8夜「山海遊香迎媽祖」，遶境範圍為嘉義縣新港鄉、溪口鄉、大林鎮、民雄鄉、竹崎鄉、水上鄉、太保市、朴子市、東石鄉、布袋鎮、六腳鄉與嘉義市；這年正逢民國100年奉天宮邀及100家宮廟一同參與賜福，並與溪北六興宮正三媽百年首次在元宵節當天於奉天宮內會香。

- 每年元旦至農曆3月23日媽祖聖誕千秋日都會舉辦「新港奉天宮國際媽祖文化節」

- 每年農曆三月二十三日（媽祖聖誕）期間，會舉辦一系列相關慶祝活動。

- 2015年，媽祖指示乙未年啟建金籙慶成祈安護國七朝清醮。

- 2016年，媽祖指示丙申年啟建叩謝天恩祈安三朝圓醮。

- 每年舉辦『跑出金虎爺』全國路跑活動。

- 2017年10月2日，湄洲媽祖來台巡安，將駐駕新港奉天宮遶境祈安，由財團法人新港奉天宮、湄洲媽祖祖廟董事會與台灣媽祖聯誼會共同舉辦。

## 爭議事件
- 2021年新港奉天宮董監事會拜訪北壇碧水寺討論辛丑年正月十一日祈安賜福出巡活動過境事宜，北壇碧水寺表示:敝寺自古以來皆是笨港天后宮（北港朝天宮）年例出巡古笨港範圍北巡的折返點，基於尊重笨港（北港）信仰圈公廟的歷史地位，婉拒新港奉天宮的過境新街北壇，而後來北壇碧水寺發現新港奉天宮兩度將北壇碧水寺納入繞境路關中，之後新港奉天宮在未經北壇碧水寺同意之下私自掛布條歡迎自己，且冒用北港鎮鎮長及新街里里長名義，已經引起相當大的爭議[6]。

## 正統之爭
笨港正統之爭在北港新港兩地爭執已久，主要論點在於笨港天妃廟是否遭到沖毀：

### 笨港毀滅論
新港奉天宮自民國50年代開始單方面堅稱，嘉慶四年（1799年）笨港溪（北港溪）暴漲，自古笨港街中將市街一分為二，沖毀大半市街及水仙宮、協天宮、天后宮三大廟，從此之後，笨港天后宮之「開台媽祖」及另外三尊媽祖神像之下落便無確切證據，現新港奉天宮宣稱該宮持有「開台媽祖」。
為支撐笨港毀滅論奉天宮更使用《景端碑》欲作為文物佐證，支撐其論述，然而新港奉天宮賴以佐證「笨港毀滅論」之《景端碑》年代與格式錯誤太多，多被認為是偽碑，現研究台灣史或碑文研究的學者多不採用，以下提出台灣史學者表列之疑點：
1.碑文署名僧景端，該僧曾任台灣府僧綱，其神主牌位尚存台南武廟， 但其生存年代與碑文所署年代不符。 景端碑立碑年署嘉慶壬申， 為嘉慶17年（1812），早於景端出生年23年。
2.景端碑云間接指出嘉慶7年以前即遷至肇慶堂。 肇慶堂，在新南港街之大街，崇奉福德正神，嘉慶辛未紳民公建於嘉慶16年（1811），景端碑所述笨港諸神像東遷之年肇慶堂尚未創建。
3.「太子太保子爵軍門王捐俸倡建於前，諸紳商鼎力虔誠捐獻於后。」 嘉慶7年2月王得祿才被擢升金門鎮左營游擊， 「太子太保」「二等子爵」是道光22年（1842）王得祿去世時道光皇帝追贈爵銜 
4.「軍門王，廟成之日，必奏請聖天子御賜宮號奉天宮。」 仿佛王得祿深受龐幸，事實上王得祿平定海盜蔡牽被嘉慶擢任福建水師提督， 與皇帝並無民間傳說的交情，嘉慶在位時僅接見王得祿一次。 
5.碑文中景端口氣太大，自書「僧景端謹誌」，與例不合。 僧綱雖為僧官，但比照八品小官，水師提督則為一品大員，不可相提並論， 廟宇建廟立碑，排位均由官而紳，住持僧僅得列末。 
6.碑既為建廟碑，理應詳載經始、落成之年，但碑中無一語提及； 全無軍門子爵王得祿與諸耆宿郊商名號及捐款數額， 也與碑例不符。碑末署名立碑者為「十八庄董事」， 也與嘉慶年間的行政名稱不符，當時新港稱為「新南港街」， 日治時期稱「新巷」，「新港」是光復後名稱 
7.「筆至此，思及我笨宮跡遺有重修諸羅縣笨港天后宮碑記一座，因無由疏遷崩陷溪中，未 能同在襄此盛舉，誠拙終生之憾事也。」 此段文字意在強調乾隆40年的重修諸羅縣笨港天后宮碑記沒入水中 然而這塊石碑一直都放置在朝天宮廟內，與觀音殿一對乾隆40年石柱互為對照，新港方面曾說這是因為八七水災後石碑從溪底露出被北港人取走， 但是若石碑被沖入水中，為何一點損傷也沒有，上面的字體依然清晰可見。 這部分是景端碑所考據出來的各式問題 。
且笨港毀滅論為民國50年代間才突然冒出，若新港為本港正統應早在民國50年代前即有史料考證，且笨港若真的毀滅時統治者也應要有史料記載（笨港為台南以北最大城市之一），若依格式不符且疑點百出的景端碑單獨闡述如此重大之台灣史，可謂不符歷史精神，恐無法服眾。

## 分靈廟宇、分神尊
有的廟為以新港奉天宮分靈媽祖而創建的新廟，係「分靈廟宇」；有的則為原有廟堂增奉新港奉天宮之分靈媽祖，係「分靈神尊」，在此均通列如下：
- 天津天后宮
- 南京天妃宮
- 丹東大孤山天后宮
- 賢良港天后祖祠的天后聖殿
- 福建永春陳坂宮
- 廣西桂林榕津天后宮
- 遼寧錦州天后宮
- 南竿津沙天后宮
- 江蘇泗陽媽祖文化園
- 福鼎前岐媽祖天后宮
- 福建霞浦松山天后行宮
- 浙江蒼南坑尾媽祖廟
- 嘉義濟佛堂
- 澳門珠海橫琴奉天宮
- 嘉義民雄牛斗山廣濟宮
- 雲林西螺永興宮
- 新北板橋玉后宮
- 南投埔里青天堂
- 漳州龍海榜山平寧林邊媽祖廟
- 日本宇治黃蘖山萬福寺
- 日本京都臨濟宗妙心寺靈雲院、天球院
- 日本京都臨濟宗妙心寺本光寺
- 漳州南靖龍山寶斗玉皇宮
- 馬來西亞吉打慈后媽祖閣（金虎將軍）
- 中國大陸、德國、越南、新加坡、馬來西亞、日本等都有新港奉天宮新港媽的分靈。

## 交通

### 公路
- 縣道157號／縣道164號（新民路）
- 縣道159號（媽祖大道）

## 外部連結
- 財團法人嘉義縣新港奉天宮全球資訊網 （页面存档备份，存于）（繁體中文）
- 新港奉天宮官方Facebook粉絲專頁 （页面存档备份，存于）